# Историја Пољске (1945—1989)
Историја Пољске од 1945. до 1989. обухвата период комунистичке владавине наметнуте Пољској након завршетка Другог светског рата. Ове године, иако су карактерисале општу индустријализацију, урбанизацију и многа побољшања животног стандарда, биле су поремећене раним стаљинистичким репресијама, друштвеним немирима, политичким сукобима и тешким економским тешкоћама.
Пред крај Другог светског рата, напредујућа совјетска Црвена армија, заједно са пољским оружаним снагама на истоку, потиснула је нацистичке немачке снаге из окупиране Пољске. У фебруару 1945. Конференција на Јалти је одобрила формирање привремене владе Пољске од компромисне коалиције, до послератних избора. Јосиф Стаљин, лидер Совјетског Савеза, манипулисао је спровођењем те пресуде. Привремена влада националног јединства коју су практично контролисали комунисти формирана је у Варшави игнорисањем пољске владе у егзилу са седиштем у Лондону од 1940. године.
Током накнадне Потсдамске конференције у јулу-августу 1945., три главна савезника су ратификовала колосално померање пољске границе на запад и одобрила њену нову територију између линије Одра-Нисе и Керсонове линије, што је резултирало смањењем пољских граница сличним оним из доба бивше династије Пјаста. Након уништења пољско-јеврејског становништва у Холокаусту, бекства и протеривања Немаца на западу, пресељења Украјинаца на истоку и протеривања и пресељења Пољака из источних пограничних подручја (Креси), Пољска је постала први пут у својој историји етнички хомогена национална држава без истакнутих мањина. Нова влада је учврстила своју политичку моћ, док је Пољска уједињена радничка партија (ПЗПР) под Болеславом Бјерутом стекла чврсту контролу над земљом, која ће остати независна држава унутар совјетске сфере утицаја. Јулски устав је проглашен 22. јула 1952. и земља је званично постала Пољска Народна Република (ПРЛ).
Након Стаљинове смрти 1953. године, политичко „отопљење“ омогућило је либералнијој фракцији пољских комуниста, на челу са Владиславом Гомулком, да добије власт. Средином 1960-их, Пољска је почела да доживљава све веће економске, као и политичке потешкоће. Они су кулминирали пољском политичком кризом 1968. и пољским протестима 1970. када је повећање потрошачких цена довело до таласа штрајкова. Влада је увела нови економски програм заснован на великим зајмовима западних кредитора, што је резултирало порастом животног стандарда и очекивања, али је програм подразумевао све већу интеграцију пољске привреде са светском економијом и посрнуо је након нафтне кризе 1973. године. Године 1976, влада Едварда Гјерека је била приморана да поново подигне цене, што је довело до протеста у јуну 1976. године.
Овај циклус репресије и реформи и економско-политичке борбе добили су нове карактеристике избором Карола Војтиле за папу Јована Павла II 1978. године. Војтилино неочекивано уздизање ојачало је опозицију ауторитарном и неефикасном систему државног социјализма којим управља номенклатура, посебно са првом папином посетом Пољској 1979. Почетком августа 1980. нови талас штрајкова резултирао је оснивањем независног синдиката „Солидарност“ на челу са Лехом Валенсом. Све већа снага и активност опозиције условила је да влада Војчеха Јарузелског у децембру 1981. прогласи ванредно стање. Међутим, са реформама Михаила Горбачова у Совјетском Савезу, све већим притиском Запада и дисфункционалном економијом, режим је био приморан да преговара са својим противницима. Преговори за округлим столом 1989. довели су до учешћа Солидарности на изборима 1989. године. Упечатљива победа њених кандидата довела је до прве у низу транзиција са комунистичке власти у централној и источној Европи. Године 1990. Јарузелски је поднео оставку на место председника након председничких избора и наследио га је Валенса.

## Оснивање Пољске под комунистичком влашћу (1944–1948)

### Померања граница и становништва
Пре Другог светског рата, трећину становништва Пољске чиниле су етничке мањине. Пољска је имала око 35 милиона становника 1939. године, али мање од 24 милиона 1946. године, унутар одговарајућих граница. Од преостале популације преко три милиона биле су етничке мањине, као што су Немци, Украјинци и Јевреји, од којих ће већина ускоро напустити Пољску. Пољска је претрпела најтеже пропорционалне људске губитке током Другог светског рата, који су износили 16–17 процената њеног становништва. Процењује се да је до 6 милиона пољских грађана умрло од ратних узрока између 1939. и 1945. Приближна цифра укључује 3 милиона јеврејско-пољских жртава као део горње укупне вредности. Број етнички пољских жртава био је можда 2 милиона.
Историјске мањине у Пољској биле су највише погођене, док је мултиетничка разноликост Пољске која се огледа у претходним националним пописима готово нестала неколико година након рата. Пољски образовани слој је много патио. Велики део предратне друштвене и политичке елите у земљи је нестао или је распршен.
Реализација огромног задатка реконструкције земље била је праћена борбом нове владе за стицање централизоване власти, додатно закомпликованом неповерењем значајног дела друштва према новом режиму и споровима око послератних граница Пољске, који су били чврсто утемељени тек средином 1945. године. Тадашње присутне совјетске снаге су се бавиле пљачком бивших источних територија Немачке које су пребачене у Пољску, одузимајући им вредну индустријску опрему, инфраструктуру и фабрике и шаљући их у Совјетски Савез.
Након совјетске анексије територија Креси источно од Керсонове линије, око 2 милиона Пољака је премештено, премештено или протерано са ових подручја на нове западне и северне територије источно од линије Одер–Нејсе, који су биле пребачен из Немачке у Пољску по Потсдамском споразуму. Други су остали у ономе што је постао Совјетски Савез, а више их је отишло у Пољску након 1956. Додатно насељавање са људима из централних делова Пољске довело је до 1950. број Пољака на, како је влада називала Опорављеним територијама, на 5 милиона. Већина бивше немачке популације од 10 милиона је побегла или је протерана у послератну Немачку до 1950. године: око 4,4 милиона је побегло у завршној фази рата, а 3,5 милиона су уклониле пољске власти 1945–1949. Протеривање Немаца је резултат савезничких одлука донетих у Потсдаму.
Са протеривањем Украјинаца и Белоруса из Пољске у Совјетски Савез и операцијом Висла 1947. која је распршила преостале Украјинце у Пољској, и са већином пољских Јевреја које је истребила нацистичка Немачка током Холокауста, а многи од преживелих емигрирали су на Запад и новостворени Израел, Пољска је по први пут постала етнички хомогена национална држава. Власти наметнути и спонтани покрети људи били су један од највећих демографских преокрета у европској историји.
За разлику од других европских земаља, Пољска је наставила опсежно кривично гоњење и нацистичких починилаца и њихових сарадника до 1950-их. Према Александру Прусину, Пољска је била најдоследнија у истрази и процесуирању ратних злочина међу послератним комунистичким нацијама; између 1944. и 1985. пољски судови су судили преко 20.000 оптужених, укључујући 5.450 немачких држављана.

### Обнова инфраструктуре и привреде
Пољска је претрпела катастрофалну штету на својој инфраструктури током рата, због чега је још више заостајала за Западом у својој индустријској производњи. Губици у националним ресурсима и инфраструктури износили су преко 30% предратног потенцијала. Главни град Пољске, Варшава, био је међу најразоренијим градовима – више од 80 % уништено је након Варшавског устанка 1944. Пољска држава је стекла развијеније западне територије и изгубила економски заосталије источне регионе. Већ 1948. године предратни ниво индустријске производње премашен је у глобалном смислу и по глави становника током Трогодишњег плана (пољ. Plan Trzyletni), који је први спроведен и подстакнут колективном жељом да се поново изграде уништени животи. Трогодишњи план је био дело Централне канцеларије за планирање коју су предводили Чеслав Бобровски и економиста ППР Хилари Минц, који су изјавили да је потребно сачувати елементе тржишног капитализма. Животни стандард становништва Пољске значајно се побољшао. Совјетски притисак је довео до тога да пољска влада одбаци Маршалов план који је спонзорисала Америка 1947. и да се придружи Цомецон-у којим доминира Совјетски Савез 1949.
Варшава и други разрушени градови су очишћени од рушевина — углавном ручно — и поново изграђени великом брзином (један од успеха Трогодишњег плана) на рачун бивших немачких градова попут Вроцлава, који је често обезбеђивао потребну изградњу материјал. Вроцлав, Гдањск, Шчећин и други некадашњи немачки градови су такође потпуно обновљени.
Историчар Норман Дејвис је писао да су нове пољске границе, са становишта пољских интереса, потпуно корисне, али остварене по цену огромних патњи и лажних оправдања. Радикално нове источноевропске границе представљале су „колосални подвиг политичког инжењеринга“, али нису могле бити изведене из памтивечних историјских опредељења, како је тврдила комунистичка пропаганда.

### Учвршћивање комунистичке власти
Већ пре него што је Црвена армија ушла у Пољску, Совјетски Савез је спроводио стратегију елиминисања прозападног отпора као организоване силе како би осигурао да Пољска потпадне под њену сферу утицаја. Године 1943, након откривања масакра у Катину, Стаљин је прекинуо односе са пољском владом у егзилу у Лондону. На конференцији на Јалти у фебруару 1945. године, Совјетски Савез се сложио да дозволи формирање коалиционе владе састављене од комуниста, укључујући Пољску радничку партију (пољ. Polska Partia Robotnicza, PPR), као и пољске прозападне елементе у егзилу и у Пољској, а потом и да организује одржавање слободних избора.
Након што је предратна Комунистичка партија Пољске елиминисана Стаљиновим чисткама 1938. (око пет хиљада пољских комуниста је доведено у Русију и убијено), група преживелих предвођена Марцелијем Новотком, Болеславом Молојецом и Павелом Финдером уверила је 1941. Совјете у Москви да потреба да се поново успостави пољска партија. Конспиративно језгро нове Пољске радничке партије окупљено је у Варшави јануара 1942. године, а након смрти или хапшења тамошњих горе наведених вођа, Владислав Гомулка је постао први секретар ППР-а до краја 1943. године. Гомулка је био посвећени комуниста у националној традицији пољског левичарског покрета. Мрзео је совјетске праксе које је искусио док је био на обуци у Русији и Украјини 1930-их, али је био убеђен у историјску неопходност савеза са СССР. Може бити да је преживео чистке зато што је био затворен у Пољској због илегалних активности организовања рада 1938–39. За време немачке окупације, Гомулка је остао у Пољској и није био део круга који су у Совјетском Савезу организовали Стаљин и Ванда Василевска око Савеза пољских патриота. У пољском друштву 1945. године, Гомулкина партија је била маргинално мала у поређењу са другим политичким групама.
Ослобођењем пољских територија и неуспехом операције Олуја коју је покренула Домовинска армија 1944. године, контрола над оним што је требало да постане послератна Пољска прешла је са окупационих снага нацистичке Немачке на Црвену армију, а са Црвене армије на Пољске комунисте, који су формирали Пољски комитет националног ослобођења (пољ. Polski Komitet Wyzwolenia Narodowego, PKWN), рану владу, која је постојала од краја јула 1944. у Лублину. Пољски комунисти су постали најутицајнији пољски фактор у политици Пољске у настајању, упркос томе што су у почетку имали минималну подршку народа. ПКВН је признала правни континуитет мартовског устава Пољске, за разлику од априлског устава. Дана 6. септембра 1944, ПКВН је издала свој значајан декрет о земљишној реформи, чије би последице суштински промениле застарелу друштвену и економску структуру земље. Преко милион сељачких породица имало је користи од парцелације већих поседа.
Комунисти, фаворизовани одлукама на Јалти, уживали су у предностима совјетске подршке у оквиру совјетског плана да се источна Европа чврсто стави под утицај Совјетског Савеза; вршили су контролу над кључним државним одељењима, као што су службе безбедности (безбедност је била у рукама совјетског НКВД-а све док нису развили њихове пољске колеге). Почевши од каснијег дела 1944. године, након пораза Варшавског устанка и промоције популистичког програма ПКВН, већина Пољака је делегацију лондонске владе у егзилу све више доживљавала као неуспели подухват, а њене политичко-војне организације су постале изолован, а отпор новим комунистичким политичким и административним снагама одлучно ослабио. Становништво је било уморно од година угњетавања и сукоба, а идеје изражене у Манифесту ПКВН и њихова прогресивна имплементација привукле су све већу друштвену подршку. Осим земљишне реформе, Манифест ПКВН није предвиђао даље радикалне промене власништва, а национализација индустрије није поменута. Напротив, пословна имовина је требало да се врати власницима како се економски односи на одговарајући начин регулишу. Од 1944. године у ослобођеним крајевима, одговарајући на проглашаване пароле, радници су спонтано преузимали постојеће фабричке инсталације, оснивали радничке савете, предузимали реконструкцију, активирање и производњу. Били су неопходни значајна радна борба и принуда да ППР преузме своје фабрике и примени своја правила.
ПКВН је преобликована у Привремену владу Републике Пољске (пољ. Rząd Tymczasowy Rzeczypospolitej Polskiej, RTRP), која је функционисала од јануара 1945. Ову владу је предводио социјалиста Едвард Особка-Моравски, али су комунисти, углавном совјетски службеници који нису били припадници ППР, као што је Михал Рола-Жимирски, имали већину кључних функција. Априла 1945. потписан је пољско-совјетски уговор о пријатељству и сарадњи; озбиљно је ограничио могућности будућег утицаја Запада или емиграната или унутрашње сарадње са некомунистичким политичким снагама у Пољској. Узастопне владе под совјетским утицајем биле су подређене неизабраном парламенту под контролом комуниста, Државном националном већу (пољ. Krajowa Rada Narodowa, KRN), који су формирали Гомулкa и његов ППР у окупираној Варшави у јануару 1944. Комунистичку власт није признала све изолованија пољска влада у егзилу, која је формирала сопствени квази парламент, Савет националног јединства (пољ. Rada Jedności Narodowej, RJN).
Споразум на Јалти предвиђао је владину унију у Пољској „свих демократских и антинацистичких елемената“. Премијер Станислав Миколајцзик из пољске владе у егзилу поднео је оставку на своју функцију у новембру 1944. и пошто је прихватио услове са Јалте отишао је у Москву, где је преговарао са Болеславом Бјерутом о облику владе „националног јединства“. Миколајцзик, заједно са неколико других прогнаних пољских лидера, вратио се у Пољску у јулу 1945.
Нова пољска привремена влада националног јединства (пољ. Tymczasowy Rząd Jedności Narodowej, TRJN) — како се звала пољска влада до избора 1947 — основана је 28. јуна 1945. Особка-Моравски је остао премијер, Гомулка је постао први потпредседник владе, а Миколајчик други заменик и министар пољопривреде. Влада је била "привремена" и Конференција у Потсдаму је убрзо објавила да пре него што се створи редовна влада, морају се одржати слободни избори и успоставити трајни уставни систем.
Главни ривали комуниста били су ветерани активисти Пољске подземне државе, Миколајчикове Пољске народне партије (пољ. Polskie Stronnictwo Ludowe, PSL) и ветерани пољских оружаних снага на Западу. Од посебног практичног значаја била је Миколајчикова Народна партија (првобитно сељачка формација), јер је била правно призната од комуниста и стога је могла да функционише у политичкој арени. Народна партија је победом на обећаним изборима желела да спречи комунисте да монополизују власт и да на крају успостави парламентарну политику са тржишном економијом. Миколајчик се надао да ће независној пољској држави, пријатељској са Совјетским Савезом, бити дозвољено да делује као мост између Истока и Запада.
Совјетске-оријентисане партије, подржане од стране совјетске Црвене армије које су контролисале безбедносне снаге, држале су већину моћи, концентрисане посебно у Пољској радничкој партији под Гомулком и Бјерутом. Бјерут је представљао прилив именованих у пољску партију који су долазили (током и после рата) из Совјетског Савеза и наметнути од стране Совјета, што је процес убрзан у време Конгреса ППР у децембру 1945. Чланство странке је драматично порасло са можда неколико хиљада почетком 1945. на преко милион 1948.
Као доказ совјетске доминације, шеснаест истакнутих вођа пољског антинацистичког подземља изведено је пред суђење у Москви јуна 1945. Њихово уклањање са политичке сцене искључило је могућност демократске транзиције коју захтевају споразуми на Јалти. Суђење оптуженима, лажно и апсурдно оптуженима за сарадњу са нацистима, без протеста су пратиле британске и америчке дипломате. Одсуство очекиваних смртних казни било им је олакшање. Прогнану владу у Лондону, након Миколајчикове оставке коју је предводио Томаш Арчишевски, Велика Британија и Сједињене Државе престале су да званично признају 5. јула 1945.
У годинама 1945–1947, око 500.000 совјетских војника било је стационирано у Пољској. Између 1945. и 1948. совјетске власти су затвориле око 150.000 Пољака. Многи бивши припадници Домаће армије су ухапшени и погубљени. Током пленума Централног комитета ППР у мају 1945, Гомулка се жалио да пољске масе сматрају пољске комунисте „најгором агенцијом НКВД-а“, а Едвард Очаб је прогласио повлачење Совјетске армије из Пољске високим приоритетом. Али у међувремену су десетине хиљада Пољака погинуле у послератној борби и прогону, а десетине хиљада су судови осуђени на основу измишљених и произвољних оптужби или депортовани у Совјетски Савез. Статус совјетских трупа у Пољској није легализован све до краја 1956. године, када је потписана пољско-совјетска декларација „О правном статусу совјетских снага привремено стационираних у Пољској“. Совјетска Северна група снага би била стално стационирана у Пољској.

### Намештени избори, пораз Миколајцзика
Стаљин је на конференцији у Јалти обећао да ће у Пољској бити одржани слободни избори. Међутим, пољски комунисти, предвођени Гомулком и Бјерутом, иако нису намеравали да се одрекну власти, такође су били свесни ограничене подршке коју су уживали међу општом популацијом. Да би се заобишла ова потешкоћа, 1946. године је најпре одржан национални плебисцит, познат као референдум „Три пута да“ (пољ. Trzy razy tak), пре парламентарних избора. Референдум се састојао од три прилично општа, али политички набијена питања о Сенату, националним индустријама и западним границама. То је требало да провери и промовише популарност комунистичких иницијатива у Пољској. Пошто је већина важних партија у то време била левичарска или центристичка – и лако је могла да одобри све три опције – Миколајчикова Пољска народна партија (ПСЛ) одлучила је да затражи од својих присталица да се супротставе првом: укидању Сената, да се не види као да се спаја у владин блок. Комунисти су гласали „три пута ДА“. Делимични резултати, које је реконструисао ПСЛ, показали су да је комунистичка страна наишла на малу подршку по првом питању. Међутим, након кампање коју су обележиле изборне преваре и застрашивања, комунисти су добили велику већину по сва три питања, што је довело до национализације индустрије и државне контроле економских активности уопште, и једнодомног националног парламента (Сејма).
Комунисти су консолидовали власт тако што су постепено смањивали права својих некомунистичких непријатеља, посебно потискивањем водеће опозиционе странке – Миколајчиковог ПСЛ-а. У неким широко објављеним случајевима, наводни непријатељи су осуђени на смрт по измишљеним оптужбама — међу њима и Витолд Пилецки, организатор отпора у Аушвицу. Прогањани су челници Домовинске војске и Савета народног јединства. Многи борци отпора су убијени вансудским путем или приморани на прогон. Опозиционари су малтретирани и административним путем. Иако је текући прогон бивших антинацистичких и десничарских организација од стране државне безбедности задржао неке партизане у шумама, акције Министарства јавне безбедности (познатог као УБ, Одељење безбедности), НКВД-а и Црвене армије су стално смањивале њихов број. Десничарска побуна се радикално смањила након амнестије у јулу 1945. и избледела након амнестије у фебруару 1947. године.
До 1946. године све десничарске партије су биле стављене ван закона, а нови провладин Демократски блок је формиран 1947. који је укључивао само Пољску радничку партију и њене левичарске савезнике. Дана 19. јануара 1947. одржани су први парламентарни избори на којима су првенствено учествовали ППР и савезнички кандидати и потенцијално политички моћна опозиција из Пољске народне партије. Међутим, снага и улога ПСЛ-а су већ били озбиљно угрожени због владине контроле и прогона. Изборне резултате је Стаљин прилагодио комунистима, чији је блок освојио 80% гласова. Британска и америчка влада протестовале су против анкете због очигледног кршења споразума на Јалти и Потсдаму. Намештени избори су ефективно окончали вишестраначки систем у пољској политици. Након генералне пробе референдума, овога пута изборна превара је била много боље прикривена и раширила се у различите облике и фазе, а њене стварне размере нису познате. Уз све притиске и манипулације, пуковник НКВД-а задужен за надзор избора пријавио је Стаљину да је око 50% гласова дато за режимски Демократски блок широм земље. У новом Сејму, од 444 места, 27 је додељено Пољској народној партији Станислава Миколајчика. Он је, након што је резултате прогласио фалсификованим, претио хапшењем или још горе и побегао је из земље у октобру 1947, уз помоћ америчке амбасаде; отишли су и други лидери опозиције. У фебруару је нови Сејм донео Мали устав из 1947. Током наредне две године, комунисти су монополизовали политичку власт у Пољској.

### Пољска уједињена радничка партија и њена владавина
Додатна сила у пољској политици, давно успостављена Пољска социјалистичка партија (пољ. Polska Partia Socjalistyczna, PPS), претрпела је фаталан расцеп у овом тренутку, пошто су владајући стаљинисти применили тактику саламе да раскомадају опозицију. Комунистички политичари су сарађивали са левичарском фракцијом ППС коју је предводио Јозеф Ћиранкевич, премијер под новим председником Бјерутом од фебруара 1947. Првобитна тактичка одлука социјалиста да сарађују са комунистима резултирала је њиховом институционалном пропашћу. Ћиранкевич је посетио Стаљина у Москви у марту 1948. како би разговарао о идеји спајања партија. Кремљ, који се све више осећао нелагодно због Гомулкиног руководства комунистичке партије, се сложио и Ћиранкевич је обезбедио сопствено политичко место за будућност (до 1972). У децембру 1948. године, након уклањања Гомулке и наметања Бјерута као шефа комунистичке Пољске радничке партије, ППР и Ћиранкијевичев крњи ППС придружили су се редовима да формирају Пољску уједињену радничку партију (пољ.Polska Zjednoczona Partia Robotnicza, PZPR), на власти у наредне четири деценије. Пољска је постала де факто једнопартијска држава и сателитска држава Совјетског Савеза. Само две друге странке су имале законско право да постоје: Уједињена народна партија (ЗСЛ) која се одвојила од Миколајчиковог ПСЛ-а и требало је да представља руралне заједнице, и Савез демократа (СД), симболична странка интелигенције (види такође: Списак политичке странке у Пољској).
Како је почео период совјетизације и стаљинизма, ПЗПР је била све само не уједињена. Најважнији раскол међу комунистима догодио се пре уједињења са ППС-ом, када су стаљинисти протерали Гомулку из највишег положаја ППР-а и потиснули његову матичну комунистичку фракцију. ПЗПР се поделио на неколико фракција, које су заступале различите погледе и методе и тражиле различите степене разлике и независности пољске државе од Совјетског Савеза. Док је марксизам-лењинизам, званична идеологија, била нова за Пољску, комунистички режим је наставио, на многе психолошки и практично важне начине, правила, методе и манире прошлих пољских владајућих кругова, укључујући оне Санације, Националне демократије и Традиције сарадње са силама поделе 19. века.
Пошто је Пољска била чланица Совјетског блока, настојања странке за моћи и реформама била су трајно ометана ограничењима и ограничењима које су наметнули владари Совјетског Савеза, огорченим ставом пољског друштва, свесног недостатка националне независности и слободе, и разумевањем партијских менаџера да ће њихове позиције престати када престану да се повинују захтевима совјетског савеза (како због недостатка подршке јавности, тако и због совјетске реакције). Политичком историјом Пољске управљала је узајамна зависност Совјета и пољских комуниста.
Развила се номенклатурна политичка елита. Састојала се од лидера, администратора и менаџера унутар структуре владајуће странке, у свим огранцима централне и локалне власти и у институцијама свих врста. Чланове номенклатуре је именовала партија и вршила је политичку контролу у свим сферама јавног живота, на пример у економском развоју, менаџменту индустрије или образовању. За партију, привилеговани номенклатурни слој је одржан да би се обезбедио одговарајући положај људи који су били идеолошки поуздани и иначе квалификовани, али су ревизионистички дисиденти Јацек Курон и Карол Модзелевски касније описали овај систем као класну диктатуру централне политичке бирократије ради себе саме. Пољска јавност је нашироко одобравала многе друштвене подухвате комунистичке владе, укључујући изградњу породичних станова, бригу о деци, одмор радника и одмаралишта, здравствену заштиту и политику пуне запослености, али су посебне привилегије дате номенклатури и службама безбедности биле негодоване.

## Стаљинистичко доба (1948–1956)

### Уклањање Гомулке, стаљинистичке репресије
Као иу другим земљама источног блока, у Пољској је после 1948. године дошло до политичке чистке комунистичких званичника у совјетском стилу, оптужених за „националистичке“ или друге „ девијационистичке“ тенденције. Половична кампања у Пољској укључивала је хапшења и затварања Маријана Спихалског од маја 1950. и Михала Рола-Жимјерског пет месеци након Стаљинове смрти. У септембру 1948. Владислав Гомулка, који се противио директној Стаљиновој контроли над пољском партијом ППР, оптужен је, заједно са групом комунистичких лидера који су, попут Гомулке, провели рат у Пољској, за идеолошко одступање од лењинизма, и разрешен дужности партијског први секретар. Гомулка, оптужен за „десничарске националистичке девијације“, заиста је истицао пољску социјалистичку традицију и оштро је критиковао партију Социјалдемократије Краљевине Пољске и Литваније (СДКПиЛ) Розе Луксембург због омаловажавања пољских националних аспирација. Још подмукло, Совјети су тврдили да је Гомулка учествовао у антисовјетској међународној завери. По налогу Болеслава Бјерута, почетком августа 1951. ухапсило га је Министарство јавне безбедности (МБП), а испитивали су га Роман Ромковски и Анатол Фејгин, на захтев Совјета. Гомулка није био подвргнут физичком мучењу за разлику од других комуниста прогањаних под режимом Бјерута, Јакуба Бермана и других Стаљинових сарадника. На испитивању је пркосно водио своју одбрану, претио да ће открити „целу истину“ ако му се суди и остао несломљен. Гомулка је тако стављен у затвор без типичног показног суђења (пуштен је у децембру 1954). Бјерут је заменио Гомулку на месту лидера ППР (а потом и ПЗПР). Гомулка је остао заштићен од стране својих пољских другова колико су могли, а запис о његовом негдашњем пркосу добро је дошао када је 1956. указала прилика да се пољска страна поново потврди.
Стаљинистичку владу контролисали су пољски комунисти који потичу из ратних фракција и организација које су деловале у Совјетском Савезу под Стаљином, као што је Савез пољских патриота. Међу њиховим вођама у то време су били Ванда Василевска и Зигмунт Берлинг. Сада у Пољској, земљом су владали они који су остали политички активни и наклоњени, потпомогнути МБП-ом и совјетским „саветницима“, који су били постављени у све руке владе и државне безбедности као гаранција просовјетске политике државе. Најзначајнији од њих био је Константин Рокосовски (пољ. Konstanty Rokossowski), министар одбране Пољске од 1949. до 1956. године, маршал Совјетског Савеза и ратни херој. Војна обавеза је уведена након послератне паузе и војска је убрзо достигла сталну величину од 400.000 људи. 
Тајна полиција совјетског стила, укључујући Одељење безбедности (УБ), порасла је на око 32.000 агената од 1953. На свом стаљинистичком врхунцу, постојао је један УБ агент на сваких 800 пољских грађана. МБП је такође био задужен за Корпус унутрашње безбедности, цивилну милицију ( МО), граничну стражу, затворско особље и паравојну полицију ОРМО која се користила за специјалне акције (са преко 100.000 припадника). ОРМО је настао из покушаја народне самоодбране, који су били спонтана реакција на експлозију злочина у вакуму моћи 1944-45. У фебруару 1946, ППР је каналисао и формализовао овај покрет грађанске милиције, стварајући његову добровољну ОРМО структуру за наводно контролу злочина.
Пре свега за Стаљиновог живота, јавни тужиоци и судије, као и функционери Министарства јавне безбедности и Главног директората за информисање Пољске војске, бавили су се радњама које међународно право признаје као злочине против човечности и злочине против мира. Један пример је била егзекуција у затвору Мокотов у Варшави 1951. чланова организације Слобода и независност (ВиН), бивших учесника антинацистичког отпора, након званичне амнестије и њиховог добровољног откривања. Послератна пољска војска, обавештајци и полиција били су попуњени совјетским официрима НКВД-а који су били стационирани у Пољској са Северном групом снага до 1956. године  .
Масовна хапшења су настављена током раних 1950-их. Октобра 1950. године у такозваној „операцији К“ ухапшено је 5.000 људи у једној ноћи. Године 1952. ухапшено је преко 21.000 људи. До друге половине 1952. године, према званичним подацима, било је затворено 49.500 политичких затвореника. Бивши командант Домаће армије Емил Август Филдорф био је подвргнут вишегодишњем бруталном прогону у Совјетском Савезу и Пољској пре него што је погубљен у фебруару 1953, непосредно пре Стаљинове смрти.
Отпор совјетским и домаћим стаљинистима био је широко распрострањен не само међу општом популацијом, већ и међу редовима ПЗПР-а, што је ограничило штету репресивног система у Пољској на знатно нижу штету у другим европским комунистичким земљама. Према Норману Дејвису, политичко насиље после 1947. није било широко распрострањено. Црква, подвргнута делимичним конфискацијама имовине, је углавном остала нетакнута, маргинализована интелигенција је у значајној мери задржала свој потенцијал да утиче на будуће реформе, сељаштво је избегавало масовну колективизацију, а остаци приватног предузећа су преживели. Постепене либерализационе промене су се десиле између Стаљинове смрти 1953. и пољског октобра 1956.

### Национализација и централно планска привреда
У фебруару 1948, министарка индустрије Хилари Минц, марксистички економиста, напала је Централну канцеларију за планирање Пољске као „ буржоаски“ остатак, канцеларија је укинута и рођена је пољска стаљинистичка економија. Влада, на челу са председником Бјерутом, премијером Ћиранкијевичем и Минцем, кренула је са широким програмом економских реформи и националне реконструкције. Пољска је доведена у складу са совјетским моделом „ народне републике“ и централно планиране командне економије, уместо фасаде демократије и делимичне тржишне економије коју је режим задржао до 1948.
Власнички односи индустрије, банкарског сектора и руралне имовине након национализације и земљишне реформе су из темеља измењени. Промене, спроведене у име егалитаризма, уживале су широко друштвено одобравање и подршку.
Структура пољске привреде успостављена је касних 1940-их и раних 1950-их. Планирање у совјетском стилу почело је 1950. године са Шестогодишњим планом. План се фокусирао на брзи развој тешке индустрије („убрзана индустријализација“, након избијања Корејског рата подстакнут совјетским војним захтевима на рачун многих отказаних инвестиција оријентисаних на потрошаче) и (на крају узалудне) колективизација пољопривреде. Међу главним пројектима била је Жељезара Лењин и њен пратећи „социјалистички град“ Нова Хута (Нова челичана), оба изграђена од нуле раних 1950-их у близини Кракова, чији је Нова Хута убрзо постала део. Земља одузета предратним великим земљопоседницима прерасподељена је сиромашнијим сељацима, али су каснији покушаји да се земља одузме од пољопривредника ради колективизације наишла на широку негодовање. У ономе што је постало познато као борба за трговину, приватна трговина и индустрија су национализовани . У року од неколико година већина приватних радњи је нестала. Режим је кренуо у кампању колективизације (створена су државна пољопривредна газдинства), иако је темпо А ове промене био спорији него у другим совјетским сателитима. Пољска је остала једина земља Источног блока у којој ће индивидуални сељаци наставити да доминирају пољопривредом. Совјетско-пољски трговински споразум, започет у јануару 1948, диктирао је доминантни правац будуће спољнотрговинске и економске сарадње Пољске.
Године 1948. Сједињене Државе су објавиле иницијативу Маршаловог плана како би помогле у обнови послератне Европе и тиме стекле више политичке моћи у њој. Након што је првобитно поздравила идеју о учешћу Пољске у плану, пољска влада је одбила америчку понуду под притиском Москве. Такође, након устанка 1953. у Источној Немачкој, Совјетски Савез је приморан Пољску да одустане од својих захтева за компензацију од Немачке, која као резултат тога није исплатила значајну надокнаду за ратну штету, ни пољској држави ни пољским грађанима. Пољска је добила надокнаду у виду земље и имовине коју је за собом оставило немачко становништво анексираних западних територија.
Упркос недостатку америчке помоћи, источноевропске „командне економије“, укључујући Пољску, постигле су одређени напредак у премошћивању историјски постојећег јаза у богатству са тржишном економијом вођеном Западном Европом. Због акумулације капитала, пољски национални доходак је порастао у реалном износу за преко 76%, а пољопривредна и индустријска производња се више него удвостручила између 1947. и 1950. године. Економску транзицију и индустријализацију пратиле су и биле омогућене масовним друштвеним трансформацијама, пошто су сељаци мигрирали и били претворени у градску радничку класу (1,8 милиона између 1946. и 1955.), а земља је пролазила кроз период брзе урбанизације(укупна популација градова повећан за 3,1 милион). Прилив јефтине радне снаге и доступност совјетског тржишта омогућили су акумулацију ресурса, упркос ниској продуктивности и недовољном улагању у нове технологије. Централно планиране социјалистичке економије источне Европе у смислу раста током послератних година биле су релативно боље од Запада, да би касније претрпеле економску штету, посебно након нафтне кризе 1973. године. Међутим, пораст животног стандарда изазван ранијом индустријском динамиком није био упоредив са оним на Западу.

### Реформе, отпор и почетак дестаљинизације
Последња пољско-совјетска размена територија догодила се 1951. Неких 480 km² земље дуж границе размениле су се Пољска и Совјетски Савез.
Устав Пољске Народне Републике је проглашен у јулу 1952. године и држава је званично постала Пољска Народна Република (ПРЛ). Међу правима које је гарантовала била је универзална бесплатна здравствена заштита. Велика државна предузећа су пружала запосленима широк спектар социјалних и слободних активности, укључујући становање, спортске објекте и болнице, које су почеле да нестају 1970-их. Почетком 1950-их, стаљинистички режим је такође извршио велике промене у образовном систему. Програм бесплатног и обавезног школског образовања за све и оснивање бесплатних високошколских установа добили су велику подршку. Комунисти су прегледали које чињенице и тумачења треба поучавати; историја и друге науке морале су следити марксистичке ставове које је одобравала идеолошка цензура. Током 1951–53, велики број предратних професора које је режим сматрао реакционарним отпуштен је са универзитета. Државна контрола над уметношћу и уметницима се продубила. Социјалистички реализам совјетског стила постао је једина формула коју су власти прихватиле после 1949. године. Већина уметничких и књижевних дела представљала је пропаганду партије или је морала бити у складу са њеним ставовима. (Види такође: Социјалистички реализам у Пољској).
Реформе су често доносиле олакшање значајном делу становништва. После Другог светског рата многи људи су били спремни да прихвате комунистичку власт у замену за обнову релативно нормалног живота; стотине хиљада приступило комунистичкој партији и активно подржавало режим. Без обзира на то, латентно народно незадовољство је остало присутно и многи Пољаци су заузели став „резигниране сарадње“. Други, попут организације Слобода и независност која је потекла из елемената Домаће војске и посебно Националне оружане снаге, активно су се супротстављали комунистима, надајући се трећем светском рату који ће ослободити Пољску. Већина људи који су подигли оружје против комунистичког режима предали су се током амнестија 1945. и 1947. године, али су бруталне репресије тајне полиције настављене, а неки су се борили све до 1950-их.
Комунисти су још више отуђили многе Пољаке прогоном католичке цркве. Удружење ПАКС основано 1947. и предвођено бившим предратним екстремно десничарским активистом Болеславом Пјасечким, покушало је да подели католички покрет и промовише комунистичком владавином пријатељску, колаборационистичку цркву. ПАКС није стигао далеко у обликовању католичког јавног мњења, али је објавио бројне књиге и званично одобрену дневну католичку штампу. Године 1953. кардинал Стефан Вишињски, примас Пољске, стављен је у кућни притвор, иако је био спреман да прави компромисе са владом. Почетком 1950-их, рат тајне полиције против религије довео је до хапшења и прогона стотина религиозних личности, што је кулминирало стаљинистичким показним суђењем Краковској курији.
Устав из 1952. гарантовао је на папиру свакаква демократска права и слободе. У стварности, земљу је вануставно контролисала Пољска уједињена радничка партија, која је користила сопствена правила и праксу да надгледа све владине институције наведене у уставу. Место председника Пољске замењено је колективним Државним саветом, али је Бјерут, први секретар странке, остао ефективни лидер Пољске. У будућности би постојање устава са демократским одредбама дало опозицији легално оруђе и начин притиска на режим.
Стаљин је умро 1953. године, након чега је уследило делимично отопљење у Пољској. Никита Хрушчов је постао први секретар Комунистичке партије Совјетског Савеза. Други конгрес ПЗПР-а расправљао је у марту 1954. године. Циранкиевицз, кога је Биерут претходно заменио на месту премијера, враћен је на то место (да би остао премијер до децембра 1970). Шестогодишњи план је прилагођен повећању производње артикала за народну потрошњу. Хрушчов, присутан на Конгресу, питао је Бјерута о разлозима наставка притвора Гомулке, „доброг комунисте“; Бјерут је негирао да има конкретна сазнања о Гомулкином притвору.
Након бекства на Запад и открића његовог званичника Јозефа Свиатла, Министарство јавне безбедности је укинуто децембра 1954. Гомулка и његови сарадници ослобођени су заточеништва, а цензура је мало опуштена. Два значајна часописа која се боре против забрана су Po prostu („Једноставно“) и Nowa Kultura („Нова култура“) (Po prostu је затворен, а његови браниоци брутално пацификовани у октобру 1957, само годину дана након Гомулкиног доласка на власт). Од почетка 1955. пољска штампа је критиковала стаљинистичку недавну прошлост и хвалила старије пољске социјалистичке традиције ( социјалдемократски марксизам и национална независност). Политички дискусиони клубови су били у успону широм земље. Чинило се да се сама партија креће у социјалдемократском правцу. Левичарски интелектуалци, који су се у партију придружили због своје привржености социјалној правди, одлучније су кренули у социјалдемократском правцу и убрзо су покренули пољски ревизионистички покрет.
У фебруару 1956, Хрушчов је осудио Стаљинов култ личности на 20. конгресу Комунистичке партије Совјетског Савеза и кренуо на реформски курс . Дестаљинизација званичне совјетске идеологије довела је пољске стаљинистичке тврдолинијаше у тежак положај. Док су немири и жеља за реформама и променама међу интелектуалцима и радницима почели да се појављују широм Источног блока, смрт Стаљиновог савезника Бјерута у марту 1956. у Москви (он је присуствовао конгресу совјетске партије) је погоршала постојећи расцеп у пољској партији. У марту, Бјерута је наследио Едвард Очаб на месту првог секретара. Како је 20. Конгрес инспирисао и делимичну демократизацију пољског политичког и економског живота, Очаб се ангажовао у реформама које су имале за циљ промовисање индустријске децентрализације и побољшање животног стандарда.
Број агената обезбеђења смањен је за 22%. Широком амнестијом пуштено је 35.000 притвореника широм земље. Укупно је ослобођено 9.000 затворених из политичких разлога. Тврди стаљинисти, попут Јакуба Бермана, Романа Ромковског и Анатола Фејгина, смењени су са власти, а неки ухапшени. Берман, отпуштен у мају, Гомулкином одлуком никада није кривично гоњен. Неколико починилаца стаљинистичких злочина процесуирано је и осуђено на затворске казне. Тужиоци су формално представили много шири план да се терете одговорни и провери цео безбедносни апарат, али Гомулка није одобрио акцију, који се убрајао међу жртве стаљинистичког прогона, као и његова супруга. Гомулка је спровео неке чистке и реформе, али није желео да дестабилизује безбедносни систем, који је сада под његовом контролом, широким формалним гоњењима.

## Гомулкин пут ка социјализму (1956–1970)

### Пољски октобар
Почев од 28. јуна 1956. године, радници у индустријском граду Познању, који су више пута, али узалуд, тражили од власти да интервенишу и побољшају њихову све лошију ситуацију, су ступили у штрајк и побунили се као одговор на смањење плата и промену услова рада. Демонстрације фабричких радника претвориле су се у велики протест широм града. Локални војни командант довео је 16 тенкова, 2 оклопна транспортера и 30 возила. Демонстранти су заузели неке од њих, који су упали и у зграде локалне управе. У дводневним борбама погинуло је 57 људи, а неколико стотина је повређено. На сцену је ступило неколико великих војних формација, али је улога војске углавном била подршка акцији полиције и снага безбедности. На радио станици у Познању, премијер Циранкиевицз је у свом широко објављеном говору упозорио и запретио изгредницима: „...ко се буде усудио да дигне руку на народну власт може бити сигуран да ће му... власти одсећи руку“. Од 746 људи који су званично приведени током и након нереда, скоро 80% су били радници. Власти су покренуле истрагу, покушавајући да открију наводно предумишљајно подстрекавање и умешаност западних или антикомунистичких подземних центара. Такви напори су били неуспешни и установљено је да су догађаји били спонтани и локално подржани. Трајни утицај побуне у Познању био је тај што је изазвао дубље и либералније престројавање унутар пољске комунистичке партије и њеног односа према Москви.
Дубоко потресен протестима и насиљем, 7. пленум Централног комитета, одржан у јулу 1956. године, поделио се у две групе, „тврдолинијски“ Натолин и „реформистичке“ фракције Пулавија, назване по местима где су одржавали своје састанцима. Натолинова фракција се састојала углавном од комунистичких званичника из војске и државне безбедности, укључујући Францисзека Јозвиака, Миецзисłав Моцзар, Зенон Клисзко и Зенон Новак, који су се залагали за уклањање „Стаљинових јеврејских штићеника“, али су и сами били симпатизери стаљинизма. Многи у фракцији Пулавија били су бивши стаљинистички фанатици и некадашњи Гомулкини непријатељи. Сада постаните либерални реформатори и присталице Гомулкиног повратка на власт. Као одговор на недавне немире, режим се окренуо помирењу: најављено је повећање плата и друге реформе за раднике Познања. У партији и међу интелектуалцима, захтеви за ширим реформама стаљинистичког система постајали су све распрострањенији и интензивнији.
Схватајући потребу за новим руководством, у ономе што је постало познато као Пољски октобар, Политбиро је изабрао Гомулку, који је пуштен из затвора и враћен у партију, а 8. пленум Централног комитета изабрао га је без совјетског одобрења за новог првог секретара ПЗПР. Након тога, Гомулка је убедио совјетске вође да ће сачувати совјетски утицај у Пољској. Гомулкином подизању претходили су злослутни совјетски војни потези и долазак совјетске делегације на високом нивоу предвођене Хрушчовом, која је долетела у Варшаву да би била сведок и утицала на преокрет у пољској странци. После понекад конфронтационих сусрета и преговора, убрзо су се вратили у Москву, где је совјетски лидер 21. октобра најавио да треба напустити идеју о оружаној интервенцији у Пољској. Ова позиција је ојачана притиском комунистичке Кине, која је захтевала да Совјети оставе ново пољско руководство на миру. 21. октобра у Варшави је постигнут Гомулкин повратак на власт, што је довело до ере националног комунизма у Пољској. Гомулка се обавезао да ће демонтирати стаљинизам и у свом говору о прихватању изнео је бројне реформистичке идеје које звуче социјалдемократски, дајући наду левичарским ревизионистима и осталима у пољском друштву да је комунистичка држава, на крају крајева, реформабилна. Ревизионисти су тежили да представљају раднички покрет, недавно поражен у Познању. Њихови главни циљеви били су политичке слободе и самоуправљање у државним предузећима. Међутим, крај совјетског утицаја у Источној Европи није био нигде на видику. Дана 14. маја 1955. у главном граду Пољске потписан је Варшавски пакт, да би се супротставио ранијем успостављању НАТО-а.
Многи совјетски официри који су служили у пољским оружаним снагама су отпуштени, али је врло мало стаљинистичких званичника изведено пред суд због репресија у периоду Бјерута. Фракција Puławy је тврдила да би масовна суђења стаљинистичким званичницима, од којих су многи Јевреји, подстакла анимозитет према Јеврејима. Константин Рокосовски и други совјетски саветници послани су кући, а пољски комунистички естаблишмент и систем су заузели независнију оријентацију. Гомулка, свестан геополитичке реалности, сложио се да ће совјетске трупе остати у Пољској и да неће бити дозвољени никакви отворени антисовјетски испади. Међутим, он је формализовао пољско-совјетске односе и невиђени за совјетско-савезничку државну војну сарадњу, споразум, потписан у децембру 1956, изјавио је да стационирање совјетских снага у Пољској „ни на који начин не може нарушити суверенитет пољске државе и не може довести до њиховог мешања у унутрашње ствари Пољске Народне Републике“. Пољска је тако избегла ризик од совјетске оружане интервенције оне врсте која је сломила Мађарску револуцију 1956. године. Са своје стране, Гомулка је наградио Совјете за његову унутрашњу слободу лојалном подршком током своје каријере. У једном акту пркоса, пољска делегација у Уједињеним нацијама се уздржала у новембру 1956. на гласању осуђујући совјетску интервенцију у Мађарској.
Постојали су поновљени покушаји неких пољских академика и филозофа, од којих су многи били везани за предратну школу Лвов-Варшава – као што су Лешек Колаковски, Станислав Осовски и Адам Шаф – да створе мост између историје Пољске и марксистичке идеологије и развију специфичан облик пољског марксизма. Такви напори су угушени због неспремности режима да ризикује гнев Совјетског Савеза због одступања превише од совјетске партијске линије. Колаковски, водећи ревизиониста, вербално је нападнут од стране Гомулке 1957. године, избачен из партије 1966. и морао је да емигрира 1968.. Међу осталим запаженим ревизионистима били су Влодзимиерз Брус, Бронислав Бацзко, Зигмунт Бауман и Кзисзтоф Помиан. Естаблишмент ПЗПР их је видео као истинске присталице капиталистичке социјалдемократије, претварајући се да су социјалисти.

### Смањење предизборних обећања
Пољска је са олакшањем дочекала Гомулкин долазак на власт. Гомулка је обећао крај полицијског терора, већу интелектуалну и верску слободу, веће плате и преокрет од колективизације; и донекле је испунио ова обећања. Нешто је повећана производња робе широке потрошње. Партијска елита, као и академска и књижевна интелигенција доживела је већу слободу и значајне добитке, осетивши се као „извесна разноликост и ревитализација елитног јавног живота“. Дисидентска дискусиона група Клуб Кривог Круга (пољ. Klub Krzywego Koła) опстала је до 1962. Други облици колективног изражавања заједнице и законом загарантована академска аутономија (на основу статута високог образовања из 1958.) трајали су до пољске политичке кризе 1968. године. Дозвољени академски дискурс био је у изразитој супротности са третманом према радницима, чији су самоуправни савети који су спонтано формирани 1956. неутралисани и стављени под контролу партије до 1958. У доба комунизма, због своје класне улоге у званичној идеологији и сензибилитета руководства, радници су уживали одређени утицај и степен заштите својих економских интереса, под условом да су се уздржавали од бављења независном политиком или јавног притиска.
Економска реформа је покушана када је Сејм формирао Економски савет 1957. године. У савет су били истакнути економисти Оскар Р. Ланге, Чеслав Бобровски, Михал Калецки и Едвард Липињски. Они су предложили реформу тржишта, почевши од давања веће самоуправе и независније способности доношења одлука предузећима, како би се олакшало њихово „остваривање планских циљева“. Али препоручена економска побољшања, упркос самоограничености аутора, нису била компатибилна са обавезним у то време централизованим системом економског командовања тешких руку, и реформски напори су пропали.
У октобру 1957, пољски министар спољних послова Адам Рапацки предложио је европску зону без нуклеарног оружја која би обухватала територије Пољске, Западне Немачке, Источне Немачке и Чехословачке. У августу 1961, нови Берлински зид је зацементирао поделу Европе.
Током 1948–71, пољска влада је потписала споразуме о обештећењу са низом западноевропских земаља (осим оних које се сматрају савезницима нацистичке Немачке), Канадом и Сједињеним Државама. Споразуми су се односили на надокнаду губитака грађана и фирми укључених држава усљед ратних дешавања и накнадне национализације. Споразум са САД је уследио након посете Пољској потпредседника Ричарда Никсона у августу 1959. и његових разговора са Гомулком. Потписан је 1960. године, а договорени износ је пољска влада платила у двадесет рата. Америчка влада је тиме преузела одговорност за обештећење које проистиче из захтева које су поднели грађани САД.
Након првог таласа реформи, Гомулкин режим је почео да повлачи своја обећања. Контрола над масовним медијима и универзитетима је постепено пооштравана, а многи млађи и реформистички настројени чланови партије су протерани (преко 200.000 је прочишћено већ 1958. године, када је ПЗПР предузела „верификацију“ свог чланства). Гомулка који је обећавао реформе из 1956. претворио се у ауторитарну Гомулку из 1960-их. Иако је Пољска у тој деценији имала период релативне стабилности, идеализам „пољског октобра” је избледео. Одлуке донете на XIII пленуму ЦК, одржаном 1963. године, значиле су дефинитиван крај постоктобарског периода либерализације. Смрт Гомулкиних тактичких савезника, фракције Puławy, коју су постепено заменили Гомулкини људи, била је очигледна када је Роман Замбровски, водећи јеврејски политичар, уклоњен из Политбироа.
Пољска под Гомулкином влашћу се генерално сматрала једном од либералнијих комунистичких држава. Међутим, Пољаци су и даље могли да иду у затвор због писања политичке сатире о вођи странке, као што је то урадио Јануш Шпотански, или због објављивања књиге у иностранству. У марту 1964. „Писмо 34”, које су потписали водећи интелектуалци и које је достављено канцеларији премијера Ћиранкијевича, критиковала је све већа цензура и захтевала отворенију културну политику, загарантовану уставом. Јацек Курон и Карол Модзелевски су искључени из партије и од 1965. затворени због писане критике („Отворено писмо партији“) партијске владавине и указивања на контрадикторну природу наводно радничке државе. Курон и Модзелевски оптужили су режим за издају револуционарног циља; као и многи млађи пољски реформатори, говорили су са левичарских позиција и били су идеолошки блиско повезани са западним радикалима из 1960-их.
Како је режим постајао све мање либералан и све репресивнији, Гомулкина популарност је опала јер је његова почетна визија изгубила свој замах. Многи Пољаци су сматрали да је Гомулкин самоправедан став иритантан, а његово држање провинцијално. На све веће критике реаговао је одбијањем да се помери и изолујући се уз помоћ пријатеља, од којих је најутицајнији био Зенон Клишко. Унутар странке, министар унутрашњих послова Мечислав Мочар и његова националистичко-комунистичка фракција позната као „Партизани“ (заједно са Мочаровцима, много ширим системом Мочарове политичке клијентеле) тражили су прилику да успоставе своју доминацију. 
Средином 1960-их, Пољска је почела да доживљава економске потешкоће и значајно побољшање животног стандарда до сада је показивало знаке стагнације (током 1960–1970. реалне плате радника расле су само у просеку 1,8% годишње). Послератни економски бум се завршавао и све више глобализована и интегрисана светска економија је постајала негостољубива за национални развој који је деловао иза трговинских баријера. Као и друге комунистичке државе, Пољска је превише трошила на тешку индустрију, наоружање и престижне пројекте, а премало на потрошачку производњу. Неуспех колективизације у совјетском стилу вратио је колективизовану земљу сељацима, али је већина њихових фарми била премала да би била просперитетна, а продуктивност у пољопривреди је остала ниска. Економски односи са Западном Немачком били су замрзнути због мешања Источне Немачке и отпора економској интеграцији. Гомулка је знаке економског пада приписивао погрешном спровођењу суштински исправних упутстава централних органа партије. Он је пропустио да цени корективну улогу тржишта, чије повратне информације нису могле бити замењене теоријским прорачунима, планирањем и административним одлукама. С друге стране, водећи конзервативне инвестиције, а не економску политику оријентисану на потрошњу, његова влада није стварала спољни дуг.
Од 1960. године, режим је све више спроводио антикатоличку политику, укључујући узнемиравање, атеистичку пропаганду и мере које су отежавале вршење верских обичаја. Гомулка је, према Анџеју Ледеру, био последњи пољски политичар који је озбиљно покушао да реализује антиклерикални програм, основни левичарски подухват. Конференција пољских бискупа је 1965. године издала Писмо помирења пољских бискупа немачким бискупима. Године 1966, прославе 1000. годишњице христијанизације Пољске које су предводили примас, кардинал Стефан Вишињски и други бискупи који су обилазили земљу, претворили су се у огромну демонстрацију моћи и популарности Католичке цркве у Пољској. У жестокој конкуренцији, државне власти су спроводиле сопствене националне прославе, наглашавајући порекло пољске државности, али је приказ команде црквене хијерархије огромним масама у земљи којом су владали комунисти сигурно импресионирао католичке прелате у Ватикану и другде. Дијалог државе и цркве, симболизован присуством неколико независних католичких посланика (Znak) у парламенту, брзо се погоршавао.

### Догађаји из 1968
До 1960-их, супарнички режимски званичници и њихови следбеници, углавном из млађе генерације партијских активиста, почели су да кују заверу против владавине Гомулке и његових сарадника. Шеф за безбедност Пољске Мечислав Мочар, ратни комунистички партизански командант, засновао је своју жалбу на националистичкој реторици комбинованој са антиинтелигенцијским и антијеврејским осећањима и постао главни изазивач. Партијски вођа у Горњој Шлезији, Едвард Гирек, који се укључио у комунистички покрет као тинејџер у рударској индустрији у Француској, такође се појавио као могући алтернативни лидер. Гјерека су фаворизовали прагматичнији и технократски чланови номенклатуре. Од јануара 1968, пољска ревизионистичка опозиција и други кругови били су под јаким утицајем покрета Прашког пролећа у развоју.
У марту 1968. избиле су студентске демонстрације на Универзитету у Варшави након што је влада забранила даље извођење драме Dziady Адама Мицкјевича (написане 1824.) у Народном позоришту у Варшави због наводног „антисовјетских референци“. Након тога, ОРМО и друге безбедносне формације напале су студенте који протестују у неколико већих градова.
У ономе што је постало познато као мартовски догађаји 1968. године, Моцар је користио претходне спонтане и неформалне прославе исхода арапско-израелског шестодневног рата 1967. и сада аферу у Варшави као изговор да покрене антиинтелектуалну и антисемитску (званично означена као „антиционистичка“) штампану кампању, чији је прави циљ био да ослаби прореформску либералну партију и нападне друге кругове. Хиљаде углавном секуларних и интегрисаних људи јеврејског порекла изгубило је посао, а око 15.000 Јевреја је емигрирало између 1967. и 1971. Од онога што је некада била највећа предратна јеврејска заједница у Европи, у Пољској је остало само неколико хиљада људи.
Друге жртве су били студенти, од којих су многи избачени из својих институција и уништене су им каријере, академски наставници који су покушавали да бране студенте и саме академске институције: Варшавски универзитет је имао неколико одељења административно распуштених. Чланови либералне интелигенције, Јевреји или не, уклоњени су из владе и других радних места. Левичарски интелектуалци и студентски лидери изгубили су оно што им је преостало од вере у социјалистичку власт. Коначно је и сама партија очишћена од хиљада сумњивих чланова, људи који се некако нису уклапали у ново окружење нетрпељивости и мржње. Чистке из 1968. године значиле су и почетак масовне генерацијске замене партијског извршног чланства, процес који се наставио почетком 1970-их, након Гомулкиног одласка. Предратни комунистички кадрови су уклоњени и људи чије су каријере формиране у Народној Пољској заузели су њихово место, што је Гомулкином наследнику Едварду Гиреку дало једну од најмлађих елита моћи у Европи на почетку његовог мандата.
Истакнуто ревизионистичко дисидентство у догађајима из 1968. засенило је подједнако значајно буђење које се догодило међу радничком класом Пољске. Гдањск, где су се хиљаде студената и радника бориле против полиције 15. марта, имао је највећу стопу административних притвора и судских случајева у земљи. Највећи проценат људи ухапшених и затворених у марту и априлу 1968. године у Пољској власти су класификовале као „раднике“.
Учињен је интерни покушај да се дискредитује Гомулкино руководство, али постојали су аспекти текућег лова на вештице за које је утврдио да су му били у предности и толерисани. У међувремену, покрет Моцара нанео је неповратну штету друштву. Гомулкин режим се поново афирмирао и спашен је комбинацијом међународних и домаћих фактора, укључујући неспособност Мочарове фракције да преузме партијски и државни апарат. Совјетски Савез, који сада води Леонид Брежњев, био је заокупљен кризом у Чехословачкој и није био склон да подржи кадровске промене у пољском руководству.
У августу 1968. године, пољска народна армија је учествовала у инвазији Варшавског пакта на Чехословачку. Неки пољски интелектуалци су протестовали, а Ришард Сивец се жив спалио током прославе званичног празника. Пољско учешће у сламању чешког покрета либерализације (крунско достигнуће марксистичког ревизионизма, према Давиду Осту) додатно је удаљило Гомулку од његових бивших либералних присталица. Али унутар партије, опозиција Гомулки је избледела и 5. конгрес ПЗПР-а је поново потврдио његову власт у новембру. Брежњев, који је присуствовао скупу, искористио је прилику да изложи своју Брежњевљеву доктрину, самозабележено совјетско право да насилно интервенише ако савезничка држава залута превише од „братског курса“.

### Уговор са Западном Немачком, немири у вези са храном и избацивање Гомулке
У децембру 1970, Гомулкина влада је постигла велики политички успех када је Пољска признала границе после Другог светског рата од стране Западне Немачке. У преговорима који су довели до Варшавског споразума, немачка страна је обезбедила право да емигрирају у Западну Немачку за становнике Пољске немачког идентитета и могућност да финансијски помогну онима који су остали у Пољској давањем пензија. Стотине хиљада су на крају постале погођене. Немачки канцелар Вили Брант, који је потписао споразум, искористио је прилику да на коленима затражи опроштај за злочине нациста (Kniefall von Warschau). Његов гест је у Пољској схваћен као упућен свим Пољацима, иако је учињен на месту Варшавског гета и тако првенствено усмерен према Јеврејима. Значајан процес помирења између пољског и немачког народа покренут је пет година раније, када су поглавари пољске цркве издали Писмо помирења пољских бискупа немачким бискупима, које је тада критиковала пољска влада.
Гомулка се осећао поносним и сигурним након споразума са Западном Немачком, његовог прекретничког политичког достигнућа. То је означило трајни тренд у међународној политици Пољске: извлачење земље из несразмерне зависности од Русије и компензовање безбедносне рањивости изградњом добрих односа са Немачком.
Али овај догађај није могао да прикрије економску кризу у коју је Пољска утонула. Иако је систем фиксних, вештачки ниских цена хране држао градско незадовољство под контролом, проузроковао је економски притисак. На дуге стазе ситуација је била неодржива, па је 12. децембра 1970. режим неочекивано најавио значајно повећање цена основних животних намирница. Нове мере су биле несхватљиве за многе раднике, а њихов несрећни тренутак (пре Божића, најинтензивнији период куповине хране за већину пољских породица) довео је до јаке друштвене реакције и на крају до Гомулкиног пада са власти.
14–19. децембра 1970. избиле су масовне демонстрације против повећања цена у градовима на северу (балтичка обала) Гдањску, Гдињи, Елблонгу и Шчећину. У насилним обрачунима на тим и другим локацијама уништено је или оштећено 19 јавних објеката, укључујући централе странке у Гдањску и Шчећину. Централни комитет ПЗПР-а је расправљао у Варшави, али је мања конференција, коју је водио Гомулка, издала одобрење за ограничену употребу смртоносне силе за одбрану живота и имовине. Гомулка је, међутим, био одлучан да наметне насилно решење сукоба. Међу партијским вођама који су стигли на обалу и руководили локалним принудним акцијама, у почетку у Гдањску, били су Зенон Клишко и Станислав Коциолек. У Гдињи су војници добили инструкције да спрече демонстранте да се врате у фабричке зграде; пуцали су на гомилу радника који су излазили из приградских возова. Кобни обрачуни су се десили и у Шчећину. Вероватно је око педесет људи убијено у приморском региону у децембру.  
Протестни покрет се проширио и на друге градове, што је довело до нових штрајкова и узрокујући да љути радници заузму многе фабрике. Генерални штрајк широм Пољске био је заказан за 21. децембар 1970.
Састанак партијског руководства у Варшави 20. децембра препознао је опасност коју је побуна радничке класе представљала њиховом систему. У консултацијама са узнемиреним совјетским лидерима, наставили су са договарањем оставке Гомулке, који је тада био под стресом и болестан. Уклоњено је и неколико његових сарадника. Едвард Гирек је изабран за новог првог секретара. Мечиславу Моцару, још једном снажном кандидату, Совјети нису веровали и чак су га кривили за тренутни дебакл.
Други штрајк у Шчећину избио је 22. јануара 1971. године. Герек је прокоцкао да ће његов лични наступ решити кризу. Отишао је 24. јануара у Шчећин и сутрадан у Гдањск, срео раднике, извинио се за грешке из прошлости и уверио их да као бивши радник разуме њихову невољу и да ће сада управљати Пољском за народ. Учесници штрајка у Шчећину тражили су слободно изабрана радничка већа и представнике синдиката. Герек је пристао, али су у стварности власти убрзо маргинализовале и елиминисале радничке вође из легално постојећих радних структура и њихових радних места. Уследили су штрајкови у Лођу из фебруара 1971. и концентрисани су на економске захтеве. Након тога су снижене цене, најављено повећање плата, а обећане су велике економске и политичке промене.   
Пољски опозициони покрет, традиционално предвођен интелигенцијом, после два тешка удара 1968. и 1970. био је у расулу и ћутњи. Слаба веза ревизиониста са комунистичком партијом била је трајно прекинута, али нова стратегија још није настала. Међутим, већ 1971. Лешек Колаковски је објавио у емигрантском часопису Култура значајан чланак под насловом Тезе о нади и безнађу. Изнео је концепт грађанског демократског покрета отпора који би важио чак и у потиснутом и наизглед застоју државног социјалистичког друштва.

## Гирекова деценија (1970–1980)

### Сустизање Запада
Гјерек је, као и Гомулка 1956, дошао на власт уз низ обећања да ће од сада све бити другачије: плате ће расти, цене ће остати стабилне, постојаће слобода говора, а одговорни за насиље у Гдињи и другде били би кажњени. Веровало се да је Гјерек поштен и добронамеран човек, а његова обећања су му купила неко време. Наставио је са стварањем новог економског програма, заснованог на позајмицама великих размера од банака на Западу, да купи технологију која би унапредила пољску производњу извозне робе. Ово огромно задуживање, за које се процењује да је износило преко 24 милијарде америчких долара (1970-их) током Гјерекових година, требало је да се искористи за опремање и модернизацију пољске индустрије, као и за увоз робе широке потрошње како би се радницима дао већи подстицај за рад.  
У наредних неколико година, режим се оптимистично бавио реформама и експериментисањем и по први пут су многи Пољаци могли да приуште куповину аутомобила, телевизора и других луксузних ствари. Пажња је била посвећена примањима радника. Сељацима су укинуте принудне испоруке, плаћене су више цене за своје производе и бесплатна здравствена услуга је коначно проширена на руралну, самозапослену Пољску. Цензура је била ублажена и Пољаци су могли да путују на Запад и одржавају контакте са иностранством без икаквих потешкоћа. Побољшани су односи са пољским емигрантским заједницама. Релативна културна и политичка релаксација резултирала је бољим окружењем за слободу говора, што је, на пример, остварио угледни недељник Политика. Очекивало се да ће масивне инвестиције и куповина западне технологије побољшати животни стандард различитих сегмената друштва и успоставити међународно конкурентну пољску индустрију и пољопривреду. Модернизована производња би резултирала знатно проширеним извозом производа пољских производње на Запад, што би заузврат створило чврсту валуту за отплату дугова.
Ова „Нова развојна стратегија“, заснована на расту вођеном увозом, зависила је од глобалних економских услова и програм је изненада посустао због рецесије широм света и повећања цена нафте. Ефекти нафтне кризе 1973–1974 . довели су до инфлаторног скока праћеног рецесијом на Западу, што је резултирало наглим повећањем цена увезене робе широке потрошње у Пољској, заједно са падом потражње за пољским извозом, посебно угљем. Спољни дуг Пољске, који није био у време Гомулкиног одласка, је брзо растао под Гјереком и достигао бројку од више милијарди долара. Наставак задуживања са Запада постајао је све тежи. Из пољских радњи почела је да нестаје роба широке потрошње. Нове фабрике које је изградио Гјереков режим показале су се у великој мери неефикасне и лоше вођене, пошто су основе тржишне потражње и исплативости често игнорисане. Значајна унутрашња економска реформа, коју је обећао Гјерек тим, није се материјализовала.
Ова „Нова развојна стратегија“, заснована на расту вођеном увозом, зависила је од глобалних економских услова и програм је изненада посустао због рецесије широм света и повећања цена нафте. Ефекти нафтне кризе 1973–1974 . довели су до инфлаторног скока праћеног рецесијом на Западу, што је резултирало наглим повећањем цена увезене робе широке потрошње у Пољској, заједно са падом потражње за пољским извозом, посебно угљем. Спољни дуг Пољске, који није био у време Гомулкиног одласка, је брзо растао под Гјереком и достигао бројку од више милијарди долара. Наставак задуживања са Запада постајао је све тежи. Из пољских радњи почела је да нестаје роба широке потрошње. Нове фабрике које је изградио Гјереков режим показале су се у великој мери неефикасне и лоше вођене, пошто су основе тржишне потражње и исплативости често игнорисане. Значајна унутрашња економска реформа, коју је обећао Гјерек тим, није се материјализовала.
Западни кредити су тако помогли у подстицању индустријског раста и помогли Гјерековој политици конзумеризма, али само на неколико година. Индустријска производња је расла у просеку за 10% годишње између 1971. и 1975. (године које су многи старији Пољаци касније запамтили као најпросперитетније, узимајући у обзир не само комунистички период у Пољској), да би се 1979. смањила на мање од 2%. Сервисирање дуга које је узимало 12% извозних прихода 1971. године, порасло је на 75% 1979.  
1975. године, као и друге европске земље, Пољска је постала потписница Хелсиншког споразума и чланица Организације за европску безбедност и сарадњу (ОЕБС); такав развој догађаја био је могућ због периода „детанта“ између Совјетског Савеза и Сједињених Држава. Упркос обећањима режима да ће слободе наведене у споразуму бити спроведене у Пољској, било је мало промена. Међутим, Пољаци су постајали све свјеснији права која су им била ускраћена и охрабривани сазнањем о уговорним обавезама њихове владе.
Све веће потешкоће Гјерекове владе довеле су и до повећане зависности од Совјетског Савеза, укључујући чврсту економску сарадњу и испољавање покорности каква се није видела под Гомулкином владавином. Устав, измењен фебруара 1976, формализовао је савез са Совјетским Савезом и водећу улогу комунистичке партије. Језик предложених измена је ублажен након протеста интелектуалаца и Цркве, али је режим сматрао да му је потребна додатна овлашћења с обзиром на задуженост Западу и продубљивање економске кризе. Покренута питања која изазивају поделе помогла су да се уједине нови кругови активне политичке опозиције.  
Без обзира на то, Гјереков режим је поништавао марксистичку идеологију и од његовог времена „комунистичке“ владе Пољске су се концентрисале на прагматична питања и тренутне проблеме. У пољској економској политици покренути су нови трајни трендови, као што је истицање индивидуалне иницијативе, личних аспирација и конкуренције, што су неки тумачили као напад на егалитаризам (друштвене неједнакости су се заиста повећавале). Делови интелигенције, номенклатуре и малог бизниса довели су до средње класе у настајању. Нови „социјалистички“ начини су били мање тоталитарни, наглашене иновације, модерне методе управљања и ангажовани радници, а све се сматрало неопходним да се застарела економија прогура кроз сталну фазу кризе. Пољска 1970-их је постала отворенија према свету и ушла у глобалну економију, што је трајно променило друштво, стварајући истовремено нову врсту кризне угрожености. Опозиционо мишљење, његова промоција друштва формираног од активних појединаца, развијало се уз комплементарне концепте.  

### Обнова социјалних немира и пораст организоване опозиције
Као резултат побуне радника 1970. године, цене хране су остале замрзнуте и вештачки ниске. Потражња за прехрамбеним производима надмашила је понуду и због већих реалних плата, које су већ у прве две године Гјерекове владе порасле више него током целе деценије 1960-их. У јуну 1976. године, у покушају да смањи потрошњу, влада је увела дуго најављивано и неколико пута одлагано, али радикално повећање цена: основне животне намирнице су поскупеле у просеку за 60%, три пута више него за време Гомулкиног режима. Повећања компензационих плата била су нагнута ка боље стојећем делу становништва. Резултат је био тренутни талас штрајкова широм земље, са насилним демонстрацијама, пљачком и другим радничким немирима у фабрици Урсус близу Варшаве, у Радому, Плоцку и другим местима. Влада је брзо повукла и укинула поскупљења, али су вође штрајка ухапшене и изведене пред суд. Серију „спонтаних“ јавних скупова великих размера, са намером да пренесу „бес народа“ на „проблематеље“, партијско руководство је организовало у више градова, али је совјетски притисак спречио даље покушаје подизања цена. Гјерекови срдачни односи у прошлости са Леонидом Брежњевом сада су озбиљно нарушени. Картице за храну, уведене због дестабилизованог тржишта у августу 1976. године, требале су да остану обележје живота у Пољској за време трајања Народне Републике. Повлачење режима, које се догодило по други пут у неколико година, представљало је пораз без преседана. Унутар ригидног политичког система, влада није била у стању да се реформише (изгубила би контролу и моћ) нити да задовољи основне потребе друштва, јер је морала да прода у иностранство све што је могла да би платила спољни дуг и камате. Влада је била у недоумици, становништво је патило од недостатка потрепштина, а организована опозиција је нашла простора да се прошири и консолидује.
Због нереда 1976. године и каснијих хапшења, малтретирања и отпуштања радничких милитаната, група интелектуалаца предвођена Јацеком Куроном, Антонијем Мациеревицзом, Јаном Јозефом Липским и Адамом Михником основала је и управљала Комитетом за одбрану радника (пољ. Komitet Obrony Robotników; KOR). Циљ КОР-а је био да помогне радницима жртвама репресије 1976. године. Радећи на подршци спонтаним радничким покретима, дисиденти су препознали нужно доминантну улогу радничке класе у одупирању злоупотребама режима. Сходно томе, новонасталу опозицију све више карактерише савез интелигенције са радницима. КОР је, према Модзелевском, представљао језгро организоване опозиције и семе политичке алтернативе; отварајући пут другим опозиционим формацијама, изнедрио је политички плурализам. Убрзо је уследило још опозиционих група, укључујући Покрет за одбрану људских и грађанских права (РОПЦиО), Слободне синдикате приобаља (ВЗЗВ) и Конфедерацију независне Пољске (КПН). Часопис Роботник („Радник“) се дистрибуирао у фабрикама од септембра 1977. Идеју о независним синдикатима први су покренули радници у Гдањску и Шчећину који су штрајковали 1970–71. Сада су га развили и промовисали КОР и његови левичарски сарадници, што је довело до оснивања слободних синдиката 1978. године, претече Солидарности. КПН је у то време представљао мањинску десницу пољске опозиционе сцене. Опозиционари су покушали да се одупру режиму осуђујући га због кршења Устава Народне Републике Пољске, пољских закона и међународних обавеза Пољске. Они се уклапају у покрете за људска права после Хелсиншког совјетског блока и углавном још увек нису развили радикалније, антисистемске оријентације.
До краја 1970-их, отпор режиму је растао, преузимајући и форме студентских група, тајних новина и издавача, увоза књига и новина, па чак и „ Летећег универзитета “. Режим је практиковао различите облике репресије против надолазећих реформских покрета.

### Пољски папа Јован Павле II
Дана 16. октобра 1978. Пољска је доживела оно што су многи Пољаци веровали да је чудо. Кардинал Карол Војтила, надбискуп Кракова, изабран је за папу у Ватикану под именом Јован Павле II. Избор пољског папе имао је наелектрисан ефекат на оно што је у то време била једна од последњих идиосинкратично католичких земаља у Европи. Када је Јован Павле био на турнеји по Пољској у јуну 1979. године, пола милиона људи дошло је да га дочека у Варшави; у наредних осам дана, око десет милиона Пољака присуствовало је многим мисама на отвореном које је он служио. Јован Павле је очигледно постао најважнија личност у Пољској, остављајући режим не толико противан колико игнорисан. Уместо да позива на побуну, Јован Павле је охрабривао стварање „алтернативне Пољске“ друштвених институција независних од владе, како би, када дође следећа криза, нација била уједињена.

### Пољска емиграција
Велике пољске емигрантске заједнице у Северној Америци, Западној Европи и другде биле су политички активне и пружиле су значајну подршку онима који су се борили у земљи. Чврста антикомунистичка Америчка Полонија и други Пољаци осећали су захвалност за вођство председника Роналда Регана. Од пољских институција на Западу најважнији су били Радио Слободна Европа, чију је пољску секцију водио Јан Новак-Језиорански, и месечни књижевни часопис Култура у Паризу, који су водили Јерзи Гиедроиц и Јулиусз Миеросзевски.

## Последња деценија Пољске Народне Републике (1980–1989)

### Пропала економија и раднички немири
До 1980. године, власти нису имале избора осим да поново покушају да подигну потрошачке цене на реалан ниво, али су знале да ће то вероватно изазвати још једну побуну радника. Западне финансијске компаније и институције су давале кредите режиму на састанку у Банк Хандлови у Варшави 24. априла 1980. Банкари су јасно ставили до знања да држава више не може да субвенционише вештачки ниске цене робе широке потрошње. Влада је попустила после два месеца и 1. јула најавила систем постепеног, али континуираног поскупљења, посебно меса. Талас штрајкова и окупација фабрика је одмах почео, а највећи су се десили у Лублину у јулу.
Штрајкови су стигли до политички осетљиве обале Балтичког мора, са штрајком у Лењиновом бродоградилишту у Гдањску који је почео 14. августа. Међу вођама штрајка били су Ана Валентинович и Лех Валенса, дуго отпуштени електричар у бродоградилишту који је био на челу штрајкачког одбора. Међупредузетнички штрајкачки одбор је 17. августа формулисао листу од 21 захтева. Талас штрајка проширио се дуж обале, затварајући луке и заустављајући привреду. Уз помоћ активиста из КОР -а и подршку многих других интелектуалаца (основана је стручна комисија да би помогла у преговорима), радници који су окупирали различите фабрике, руднике и бродоградилишта широм Пољске су се организовали као јединствени фронт. Они нису ограничавали своје напоре на тражење економског побољшања, већ су поставили и остали на кључном захтеву, оснивању синдиката независних од контроле владе. Међу осталим покренутим питањима била су права Цркве, ослобађање политичких затвореника и побољшана здравствена служба.
Партијско руководство се налазило пред избором између масовних репресија и пријатељског договора који би радницима дао оно што желе и на тај начин смирио узбуђену популацију. Изабрали су ово друго. Валенса је 31. августа потписао Гдањск споразум са Мечиславом Јагелским, чланом партијског Политбироа. Споразум је признао право запослених на удруживање у слободне синдикате, обавезао владу да предузме кораке за укидање цензуре, укинуо рад викендом, повећао минималну зараду, побољшао и продужио социјално и пензије и повећао аутономију индустријских предузећа, где је значајна улога требало је да играју раднички самоуправни савети. Владавина партије је значајно ослабљена (до „водеће улоге у држави“, а не у друштву) али је ипак експлицитно призната, заједно са пољским међународним савезима. Умереније снаге, укључујући водеће саветнике интелигенције и католичку хијерархију, сматрале су то неопходним да се спречи совјетска интервенција. Опозициони преговарачи се нису бавили питањем приступачности економских уступака које су добили, а земљу је захватио талас националне еуфорије. Поред Гдањског споразума, слични документи су потписани и у другим центрима штрајкачких активности: у Шчећину ( Шчећински споразум ), Јастржемје-Здрују и Железари Катовице .

### Солидарност
Споразум у Гдањску, након штрајка у августу 1980. године, био је важна прекретница. То је довело до националног окупљања независних синдикалних представника (Интерфакторски организациони комитети, МКЗ) 17. септембра у Гдањску и формирања синдиката „Солидарност“ (пољ. Solidarność), који је тог дана основао и предводио Лех Валенса. Идеје независног синдикалног покрета брзо су се шириле по Пољској; У већини радних места и у свим регионима формиране су солидарне структуре. Пошто је успела да превазиђе напоре режима да осујети или избаци из колосека своје активности и статус, Солидарност је коначно регистрована на суду као национални синдикат у новембру. Почетком 1981. успостављена је мрежа синдикалних организација на нивоу предузећа; обухватала је главне индустријске комплексе у земљи, као што су Лењинова челичана у Кракову и шлески рудници.
У почетку, у традицији КОР-а, Солидарност је била наизглед неполитички покрет који је имао за циљ реконструкцију грађанског друштва. Изненада гурнута у легално постојање и истакнутост 1980. године, Солидарност и пољска опозиција уопште нису имали конструктиван програм или консензус у погледу даљег развоја догађаја. Године 1981., Солидарност је прихватила неопходност преузимања политичке улоге и помогла је формирање широког друштвеног покрета против владајућег система, којим доминира радничка класа и са члановима у распону од људи повезаних са Католичком црквом до некомунистичких левичара. Синдикат је био подржан од стране интелектуалних дисидената, укључујући КОР, и придржавао се политике ненасилног отпора. Према Каролу Модзелевском, Солидарност 1980–81. била је прожета идејом братства између интелигенције и радника. У области идеологије и политике, Солидарност је следила вођство повезаних опозиционих интелектуалаца.
Активност Солидарности, иако се бавила синдикалним питањима (као што је замена система којим управљају номенклатура са радничким самоуправљањем у доношењу одлука на нивоу предузећа), се широко сматрала првим кораком ка разбијању доминације режима над друштвеним институције, струковне организације и удружења заједнице. Због услова специфичних за државно социјалистичко друштво, Солидарност је убрзо изгубила фокус рада и постала универзалистички покрет који је наглашавао грађанска права и отворено друштво. Уклањање владајуће формације или разбијање зависности од Совјетског Савеза није било на дневном реду. Користећи штрајкове и друге тактике, синдикат је настојао да блокира владину политику. Циљеви првобитне, такозване Прве солидарности (1980–81), били су реформа социјализма, а не увођење индустријског приватног власништва или промовисање капитализма уопште. Солидарност је била егалитарни и колективистички покрет. Није постулирала било какву поновну приватизацију имовине коју је држава преузела после Другог светског рата или руралних поседа насталих земљишном реформом, пошто су такви концепти били изван аксиолошког хоризонта пољског друштва. Солидарност је била социјалистичка и социјална правда је била њен циљ. Први преокрет солидарности могао би се посматрати и као радни народ који се побунио против капиталистичких карактеристика економског поретка у настајању које су умањиле њихову улогу у друштву предвођеном Гјереком, у комбинацији са „антиполитичким“ приступом (изградња грађанског друштва „без осврта на обе државе и тржиште") које су у то време пригрлили њихови савезнички интелектуални лидери. Људи изразито антикомунистичке или анти-ПЗПР оријентације чинили су релативно малу мањину унутар организације Прве солидарности, која је у својим редовима имала милион чланова комунистичке партије. Поред радника, и индивидуални пољопривредници и студенти створили су своје независне организације: Сеоску солидарност и Независну унију студената. Власти су их формално признале тек након штрајка активиста оба покрета у јануару 1981.
Септембра 1980. године, након споразума о раду, први секретар Гјерек је смењен са функције и замењен као лидер странке Станиславом Каниом. Као и његови претходници, Каниа је давао обећања која режим није могао да испуни јер су власти и даље биле заробљене у контрадикцији: ако би следиле економску потребу, створиле би политичку нестабилност. Бруто национални доходак пао је 1979. године за 2%, 1980. године за 8%, а 1981. године за 15–20%.
На комунистичком самиту у децембру 1980. у Москви, Каниа се свађао са Леонидом Брежњевом и другим лидерима Варшавског пакта, који су тражили хитну војну интервенцију у Пољској. Канија и министар одбране Војчех Јарузелски су изјавили да су решени да се сами боре против „контрареволуције“ у Пољској. Што се тиче Солидарности, како су је они видели, и даље је постојала шанса да превлада њена здрава струја радничке класе, а не антисоцијалистички елементи који стварају проблеме подстакнути КОР-ом. Председник Џими Картер и новоизабрани председник Роналд Реган упутили су хитне телефонске позиве Брежњеву и интервенција је одложена. У међувремену, Солидарност, не сасвим свесна опасности која се претеће, обавила је свој револуционарни посао, практикујући демократију у синдикалном покрету и залажући се за суверено друштво на више начина. Аутономни раднички синдикати, удружени под заставом Солидарности, настојали су да „поврате јавни живот од монополске контроле партије“. Дана 16. децембра 1980. године, Споменик палим радницима бродоградилишта из 1970. године званично је откривен у Гдањску на церемонији која је означила врхунац успона Солидарности.
Међу масовним протестима који су се десили у то време били су генерални штрајк  1981. у Биелско-Бјали, штрајк упозорења широм земље у пролеће те године и демонстрације глађу у лето. Штрајк упозорења се десио након догађаја у Бидгошчу (март 1981), током којег су власти прибегле насиљу да потисну активисте Солидарности. Планирани генерални штрајк је отказан након сумњивог договора Солидарности са владом, али су преговарачи радили под претњом совјетске интервенције. Валенсин компромис спречио је конфронтацију са режимом или његовим страним савезницима, али по цену губитка дела динамике протестног покрета. Током месеци који су уследили, Солидарност је постајала све слабија и њена народна подршка више није била способна за масовну одлучну акцију.
Како се економска ситуација погоршавала, а режим избегавао спровођење договорених реформи, представници владе и Солидарности састали су се почетком августа да разговарају о отвореним питањима. Разговори су завршени неслагањем. Током конференције Националне комисије Солидарности (централног представничког тела за креирање политике) која је уследила, Модзелевски, Курон и други предложили су демократску трансформацију и практичне аранжмане којима би Унија преузела на себе главну политичку улогу, учествујући у управљању земљом, прихватајући одговорност за исход и очување друштвеног мира, ослобађајући на тај начин владајућу странку дела терета. Такав договор се сматрао јединим конструктивним путем напред, али би захтевао владине партнере заинтересоване за решење путем преговора.
Постојање Солидарности и политичких слобода које је покрет донео паралисало је ауторитарну државу и државно контролисану економију. Свакодневни живот је постајао све неподношљивији и јавност је показивала осећања екстремне нестабилности. Непријатељство номенклатуре према Солидарности је брзо расло.
На састанку Државног комитета за одбрану 13. септембра (време совјетских маневара Запад-81 и поновног притиска на пољско руководство), Канија је упозорен од униформисаних кадрова да се контрареволуција која напредује мора прекинути увођењем ванредног стања. Убрзо су и регионални секретари ПЗПР-а поставили исте захтеве. У таквим околностима, у октобру је први секретар Каниа поднео оставку, а премијер Јарузелски постао је и шеф странке.
У септембру и октобру одржан је Први конгрес солидарности у Гдањску. Валенса се суочио са активистичком опозицијом и једва да је изабран за председника организације. Делегати су донели радикални реформски програм у коме је реч „социјално“ или „социјализовано“ поновљена 150 пута. Конгрес је упутио провокативан позив радницима у другим источноевропским земљама, позивајући их да крену стопама Солидарности. Локално овлашћени, све више „политички“ штрајкови су настављени. Валенса их је окарактерисао као "дивље мачке", који је очајнички покушавао да наметне дисциплину са центра. Покушао је да постигне споразум са државом, састао се са генералом Јарузелским и католичким примасом Јозефом Глемпом 4. новембра. У време појачаних напора режима да смањи улогу Солидарности, синдикат је имао скоро десет милиона чланова — скоро четири пута више од владајуће странке. На седници делимично заступљене Националне комисије 3. децембра исказано је милитантно расположење и постављени нереални захтеви, али је поступак прислушкиван од стране надлежних, који су потом емитовали (претходно манипулисане у своју корист) снимке.  
Влада је, не консултујући Солидарност, усвојила план економских мера које се могу спровести само насилно и затражила од парламента ванредна овлашћења. Почетком децембра, Јарузелски је био под притиском својих генерала и пуковника да одмах предузме силну акцију и њихови захтеви су поновљени на састанку Политбироа 10. децембра. 11. и 12. децембра Национална комисија Солидарности прогласила је 17. децембар даном протеста широм земље. Ни исцрпљена, али радикализована Солидарност, ни владајући естаблишмент нису били вољни или способни да одустану и, у ери Брежњева, није могло бити мирног решења ситуације која се развила. Совјети су сада изразили наклоност да сукоб разреше пољске власти, али је Пољска, према Каролу Модзелевском, имала среће да избегне покољ стране интервенције. Други, укључујући историчара Антонија Дудека, сматрају да није било довољно оправдања за увођење ванредног стања које је уследило.

### Увођење ванредног стања
Дана 13. децембра 1981, тврдећи да је земља на ивици економског и грађанског слома и наводећи да постоји опасност од совјетске интервенције, генерал Војчех Јарузелски је започео обрачун Солидарности. Проглашено је ванредно стање, слободни синдикат је суспендован, а већина његових лидера приведена. Неколико хиљада грађана је интернирано или затворено, а много већи број је био изложен разним облицима узнемиравања. Пољска државна милиција ( Милицја Обивателска, полиција) и паравојна интервентна полиција ЗОМО су угушиле штрајк и демонстрације. Војне снаге су ушле у индустријска предузећа да би сузбиле независни синдикални покрет. Серија насилних напада укључивала је пацификацију Рудника угља Вујек током којег је убијено 9 људи. Офанзива ванредног стања била је усмерена првенствено против радника и њиховог синдиката; радници, а не активисти интелигенције, били су предмет најбруталнијег третмана. Власти су на крају успеле да припадницима Солидарности наметну индивидуалну и колективну трауму, од које се сломљени масовни покрет не би могао опоравити. Католичка црква је настојала да изврши умерени утицај на Солидарност пре и после ванредног стања.
У почетку је режимско руководство намеравало да Солидарност преобликује у усаглашену унију, лишену саветника интелигенције и компатибилну са државним социјалистичким системом. Неуспех да се подстакне већина рангираних лидера Солидарности на сарадњу, посебно Валенсино одбијање да продужи било какву такву сарадњу, довели су до тога да је влада усвојила циљ потпуне ликвидације синдикалног покрета.
Уследили су штрајкови и протести, али нису били ни приближно тако распрострањени као они из августа 1980. Последње масовне уличне демонстрације које је Солидарност успела да сакупи догодиле су се 31. августа 1982, на другу годишњицу Гдањских споразума. „ Војни савет националног спаса “ званично је забранио Солидарност 8. октобра. Војно стање је формално укинуто у јулу 1983. године, иако су многе појачане контроле грађанских слобода и политичког живота, као и рационализација хране, остале на снази током средине до краја 1980-их. Уз сва ограничења, међутим, „званична културна област је остала далеко отворенија него што је била пре 1980. године“, а „културна политика је и даље била најотворенија у целој источној Европи“. Међу уступцима у области грађанских и политичких права које је дао немирни режим било је оснивање Уставног суда 1982. и канцеларије пољског омбудсмана 1987.
Средином 1980-их, па чак и крајем 1987. године, многи су, укључујући већину њених активиста, сматрали Солидарност као ствар прошлости. Опстала је само као прилично мала подземна организација, уз подршку разних међународних институција, од Католичке цркве до Централне обавештајне агенције . Када је већина високих личности Солидарности била интернирана или на неки други начин неутралисана од стране власти, Збигњев Бујак, шеф синдикалног огранка у Варшави, остао је у скривању и био је вођа тајне организације до свог хапшења 1986. Али јавност после ратног стања показала је знаке умора и разочарења, јер је постало очигледно да Солидарност није јединствен фронт.  

### „Тржишни социјализам“ и системска имплозија
Током хаотичних година Солидарности и ванредног стања, Пољска је ушла у деценију економске кризе израженије него у Гјерековим годинама. Радови на великим недовршеним пројектима који су започети седамдесетих година 20. века исцрпили су расположиве инвестиционе издатке, остало је мало новца за замену застареле производне опреме, а произведена роба није била конкурентна на светском тржишту. Менаџерска неефикасност, лоша организација производње и несташица инпута и сировина били су међу факторима који су допринели даљем погоршању морала радника. 640.000 људи продуктивне доби напустило је земљу између 1981. и 1988.
Током свог постојања, владе које су функционисале под вођством генерала Јарузелског (1981–1989) су се бавиле реформама тржишне економије које су имале за циљ побољшање економских перформанси укидањем централног планирања, смањење централне бирократије, увођење самоуправљања и самофинансирања државних предузећа и омогућавање самоуправе од стране савета запослених. Ефекти реформе били су позитивни, али ограничени (процес је знатно повећао општу економску писменост, а неке од његових достигнућа су владе Солидарности касније прогласиле за своја), јер је самоуправа предузећа морала да се такмичи са традиционалним мешањем странака, а власти су се клониле подвргавајући становништво тешкоћама, а западне владе и институције нису показале интересовање да подрже оно што се сматрало реформом комунистичког режима. Влада је дозволила функционисање више малих приватних предузећа, удаљавајући се даље од 'социјалистичког' модела економије. Напуштена су идеолошка разматрања и приоритет је дат прагматичним питањима и потезима. Трагајући за начинима да унапреди економију и свестан свог отуђења од индустријске радничке класе, режим се окренуо ка тржишним реформама са све значајнијом либералном компонентом од средине 1980-их година оријентисаном на елиту. Маркетизација, формализована статутом о економској делатности из 1988. године, била је процес који ће се наставити до средине 1990-их. Неолибералне процесе су можда покренули заменик премијера Зџислав Садовски и влада Збигњева Меснера, а затим су се даље развијали под министром Мечиславом Вилчеком (аутор статута) и владом Мечислава Раковског. „Тржишни социјализам“ је уведен пошто су лидери режима изгубили веру у социјалистички систем, а чак су и менаџери номенклатуре били угрожени економијом у паду. Предузећа су требало да буду независна, самофинансирајућа и самоуправна, што укључује радничке савете који су били отпорни на реструктурирање. Власници приватних предузећа добро су пословали у последњим годинама Народне Републике и број таквих субјеката се повећао. Стране инвестиције су такође подстицане, али ограничена маркетизација није успела да донесе економски преокрет. Пракса централизованог економског одлучивања није превазиђена, док су нова аутономна предузећа кренула ка прилично спонтаној и хаотичној делимичној приватизацији сумњиве легалности; укључивао је елементе клептократије и имао је значајну номенклатурну компоненту средњег нивоа. На базичнијем нивоу, безброј обичних Пољака је искористио промену ставова и укључио се у велики број активности које доносе приход.   
Продубљивање економске кризе изазвало је значајно погоршање квалитета живота обичних грађана и резултирало повећањем политичке нестабилности. Рационирање и чекање у редовима постали су начин живота, са боновима неопходним за куповину основних потрошачких намирница. Бонове је користила влада како би избегла допуштање тржишне регулације прихода и цена и тиме ризиковала социјалне немире. Како западне институције више нису биле вољне да дају кредите фр факто банкротираној пољској влади, приступ роби која је била потребна Пољацима постао је још више ограничен. Већина оскудних ресурса западне валуте на располагању је морала да се искористи за плаћање поразних стопа на спољни дуг Пољске, који је достигао 27 милијарди долара до 1980. и 45 милијарди долара 1989. Влада, која је контролисала сву званичну спољну трговину, одговорила је одржавањем веома вештачког курса са западним валутама. Девизни курс је погоршао дисторзије у привреди на свим нивоима, што је резултирало растућим црним тржиштем и развојем економије дефицита. Свеприсутну и деструктивну сиву економију карактерисали су феномени као што су подмићивање, листе чекања, шпекулације, директне размене између предузећа и велики проценат личних прихода који потичу од секундарних делатности. Друштвену деградацију пратило је невиђено погоршање биолошке средине и физичког и менталног здравља; стопе морталитета су се стално повећавале. Крајем 1980-их, ПЗПР се плашио нове друштвене експлозије због високе инфлације, смањеног животног стандарда и продубљивања гнева и фрустрације јавности. Саме власти, суочене са све неуређенијим и неуправљивијим системом, осећале су се збуњено и немоћно.

## Последње године Народне Републике и прелазни рок

### Ка округлом столу и полуслободним изборима
У септембру 1986, влада је прогласила општу амнестију и започела рад на низу значајних реформи. С обзиром на либерализовано политичко окружење, Валенса је позван да поново сазове Националну комисију из времена Прве солидарности, али је он то одбио, радије се бавио кругом саветника Стручне комисије Солидарности. Национална извршна комисија, коју је предводио Валенса, отворено је основана октобра 1987. Друге опозиционе структуре као што су Борбена солидарност, Федерација борбене омладине, Покрет за слободу и мир (пољ. Ruch Wolność i Pokój) и покрет „патуљака“ наранџаста алтернатива који је основао мајор Валдемар Фидрицх почеле су да организују уличне протесте у облику живописних дешавања која су се окупљала хиљаде учесника. Либерални часопис Res Publica преговарао је са властима о свом званичном издању.
На референдуму о политичким и економским реформама у Пољској 1987. године, учествовало је 67% бирача са правом гласа и већина њих је одобрила реформе које је предложила влада, али је народни мандат формално пропуштен због нереално строгих услова за пролаз које је сам наметнуо од стране режима. Референдумски дебакл задао је ударац процесу тржишно оријентисаних економских реформи, које су пољске владе тражиле од раних 1980-их.
Владајући комунистички/војни естаблишмент је полако и постепено схватао да ће нека врста договора са опозицијом на крају бити неопходна и да ће морати да укључи водеће личности Солидарности. Солидарност као таква, раднички синдикат који заступа интересе радника, није могао да се поново афирмише након ванредног стања и касније 1980-их је практично уништен, али је сачуван у националној свести као мит који је омогућио друштвено прихватање системских промена које су раније сматране незамисливим. Организација Солидарност као масовни покрет, а са њом и њен доминантни социјалдемократски елемент (присталице демократског социјализма), била је поражена. Име Солидарности се непрекидно користило, али се опозициони покрет поделио и формирао ривалске групе различитих политичких оријентација. Према новом интелектуалном консензусу, „демократија није била утемељена на активном грађанству, као што се тврдило од средине 1970-их до 1981. године, већ на приватној својини и слободном тржишту“. Садашње гледиште више није подразумевало широко политичко учешће, наглашавајући уместо тога елитно вођство и капиталистичку економију. Солидарност је постала симболична целина, њени активисти су отворено заузели идеолошке „антикомунистичке“ позиције и њено вођство је кренуло удесно . Историјски масовни покрет сада је представљао мали број појединаца, од којих су Лех Валенса, Тадеуш Мазовјецки и Лешек Балцерович требало да преузму посебно одлучујуће улоге. Били су заговорници неспутаног слободног тржишта, под снажним утицајем америчких и западноевропских финансијских и других интереса.
Пољска Јарузелског зависила је од јефтиних испорука основних индустријских производа из Совјетског Савеза, а значајне пољске реформе, економске или политичке, нису биле изводљиве током владавине последња три конзервативна совјетска генерална секретара. Политика перестројке и гласности новог лидера Совјетског Савеза, Михаила Горбачова, била је стога кључни фактор у стимулисању реформи у Пољској. Горбачов је у суштини одбацио доктрину Брежњева, која је предвиђала да ће покушаји његових источноевропских сателитских држава да напусте комунистички блок бити супротстављени од стране Совјетског Савеза силом. Развој догађаја у Совјетском Савезу променио је међународну ситуацију и пружио историјску прилику за независне реформе у Пољској. Тврдолинијски став америчког председника Роналда Регана је такође био од помоћи. Давид Ост је нагласио конструктивни утицај Горбачова. Својом подршком чланству Пољске и Мађарске у Светској банци и Међународном монетарном фонду и плуралистичкој еволуцији источне Европе уопште, совјетски лидер је ефективно гурнуо регион ка Западу.
У пролеће и лето 1988. избили су штрајкови широм земље. Они су били много слабији од штрајкова из 1980. године и прекинути су након интервенције Валенсе, који је обезбедио посвећеност режима да започне преговоре са опозицијом. Штрајкови су били последњи чин активног политичког ангажовања радничке класе у историји Народне Пољске, а предводили су их млади радници, неповезани са ветеранима Солидарности и супротстављени друштвено-штетним последицама економског реструктурирања које је у то време било у току. Политичку активност која је уследила, према истраживачу Мациеју Гдули, водиле су искључиво елите. Није било инспирисано нити консултовано са било којом масовном друштвеном организацијом или покретом, пошто су се опозициони водећи кругови ослободили своје снажне у прошлости опредељености за добробит радних људи. Пошто више нису били сигурни као неприкосновени лидери, пољски дисиденти генерација КОР-Солидарност били су жељни цењкања са ослабљеним режимом чије су економске циљеве сада делили.
Обе стране су биле подстакнуте новом међународном ситуацијом и недавним таласом штрајка у Пољској, у септембру 1988. прелиминарни разговори између представника владе и лидера Солидарности уследили су у Магдаленки. У то време и наредне године, иза кулиса тадашњих званичних преговора, одржани су бројни састанци на којима су учествовали Валенса и министар унутрашњих послова генерал Чеслав Кишчак. У новембру, Валенса је дебатовао на националној ТВ Алфред Миодовицз, шеф званичних синдиката. Сусрет је побољшао Валенсин имиџ.  
Током пленарне седнице ПЗПР-а од 16. до 18. јануара 1989., генерал Јарузелски и његова владајућа формација савладали су отпор Централног комитета претњом да ће поднети оставку и партија је одлучила да дозволи поновну легализацију Солидарности и да се обрати њеним лидерима ради формалних разговора. Од 6. фебруара до 4. априла, 94 сесије преговора између 13 радних група, које су постале познате као „ Преговори за округлим столом“ (пољ. Rozmowy Okrągłego Stołu), резултирале су реформама политичког и економског компромиса. Јарузелски, премијер Мечислав Раковски и Валенса нису директно учествовали у преговорима. Владину страну представљали су Чеслав Кишчак, Александер Кваsњевски, Јануш Рејковски, Станислав Чосек, Ромуалд Сосновски, Владислав Бака, Анџеј Гдула и Иренеуш Секула; опозицију Солидарност Адам Михника, Тадеуш Мазовјецки, Бронислав Геремек, Јацек Куроњ, Збигњев Бујак, Владислав Фрасињук, Јарослав Качињски и Витолд Трзећаковског, између осталих. Разговори су резултирали Споразумом за округлим столом, којим је политичка власт требало да буде дата новоствореном дводомном законодавном телу и председнику, који би био извршни директор.
 До 4. априла 1989. договорене су бројне реформе и слободе за опозицију. Солидарност, која сада постоји као Грађански одбор Солидарности, требало је поново да се легализује као синдикат и дозволи учешће на полуслободним изборима. Овим изборима су наметнута ограничења, осмишљена да ПЗПР остане на власти, пошто би само 35% места у Сејму, кључном доњем дому парламента, било отворено за кандидате Солидарности. Преосталих 65% требало је да буду резервисани за кандидате из ПЗПР-а и њених савезника ( Јединствена народна партија, Савез демократа и Удружење ПАКС). Пошто је Споразум о округлом столу налагао само реформу (а не замену) „реалног социјализма“ у Пољској, партија је сматрала да су избори начин неутралисања политичког сукоба и останка на власти, уз добијање извесног легитимитета за спровођење економских реформи. Међутим, договорене социјалне политике, до којих су дошли економисти и синдикалци током разговора за Округлим столом, брзо су одбачени и од стране странке и опозиције.
Системску трансформацију која се десила пре него касније омогућили су парламентарни избори у Пољској 4. јуна 1989. године, који су се поклопили са крвавим гушењем протеста на Тргу Тјенанмен у Кини. Када су објављени резултати гласања, уследио је политички земљотрес. Победа Солидарности (узрокована делом изборним системом који је фаворизовао опозицију што се тиче спорних места, али ју је ипак дозволила влада) надмашила је сва предвиђања. Кандидати Солидарности освојили су сва места за која су смели да конкуришу у Сејму, док су у новооснованом Сенату освојили 99 од 100 расположивих места. Истовремено, многи истакнути кандидати ПЗПР-а нису успели да добију ни минимални број гласова потребан да би освојили места која су била резервисана за њих. Коалиција предвођена ПЗПР претрпела је катастрофалан ударац свом легитимитету.

### Политичка трансформација
Следећих неколико месеци потрошено је на политичко маневрисање. Све несигурнији комунисти, који су и даље имали војну и административну контролу над земљом, били су умирени компромисом у којем је Солидарност дозволила генералу Јарузелском да остане на челу државе. 19. јула 1989. Јарузелски је једва добио гласове на председничким изборима у Народној скупштини, иако је његово име било једино на гласачком листићу. Победио је кроз неформално договорено уздржање довољног броја посланика Солидарности и његова позиција није била чврста. Јарузелски је 29. јула поднео оставку на место првог секретара ПЗПР-а.
Договор за округлим столом је у основи омогућио ПЗПР-у да остане на власти без обзира на резултате избора, а реконструисано руководство странке наставило је да влада. 1. августа цене су ослобођене због текућих тржишних реформи и хиперинфлације. Тренутно повећане економске потешкоће изазвале су нови талас штрајкова. Штрајкови су били спонтани, али су челници Солидарности, који се више нису слагали са економским захтевима штрајкача, успели да нагласе секундарни политички аспект штрајкова (бес на партијску тврдоглавост) и да их искористе за притисак на режим за убрзани трансфер. моћи. Нови премијер, генерал Кишчак, који је именован 2. августа 1989, није успео да добије довољну подршку у Сејму да формира владу и поднео је оставку 19. августа. Био је последњи комунистички шеф владе у Пољској. Иако је Јарузелски покушао да убеди Солидарност да се придружи ПЗПР-у у „великој коалицији“, Валенса је то одбио. Две раније потчињене странке у савезу са ПЗПР-ом, подстакнуте тренутним притиском на штрајк, кренуле су ка усвајању независних курсева и њихови додатни гласови би дали опозицији контролу над парламентом. У таквим околностима, Јарузелски је морао да се помири са перспективом да нову владу формира политичка опозиција. Изабрани представник Солидарности Тадеуш Мазовиецки именован је за премијера и потврђен од стране скупштине 24. августа 1989. Нова влада предвођена некомунистом, прва такве врсте у Совјетском блоку, положила је заклетву 13. септембра. ПЗПР се није одмах одрекла свих власти, остајући у коалицији и задржавши контролу над министарствима спољне трговине, одбране, унутрашњих послова и саобраћаја.
Влада Мазовјецког, принуђена да се брзо носи са галопирајућом хиперинфлацијом, убрзо је усвојила радикалну економску политику, коју је предложио Лешек Балцерович, која је трансформисала Пољску у функционалну тржишну економију по убрзаном распореду. Испоставило се да су многа пољска државна предузећа, која су пролазила кроз приватизацију, била ужасно неприпремљена за капиталистичку конкуренцију, а темпо њиховог прилагођавања (или исцрпљивања) био је брз. Економска реформа, шок терапија праћена свеобухватним неолибералним реструктурирањем, је, у стварности, била продужетак претходне инкременталне „комунистичке“ политике 1970-их и 1980-их, коју је сада пратио скок ка знатно проширеној интеграцији са глобална економија са мало заштите. Међу негативним непосредним ефектима реформе били су економска рецесија и скоро парализа спољне трговине. На дугорочним основама, земља је искусила брзи раст незапослености и социјалне неједнакости, пошто су предузећа ликвидирана, а приходи прерасподијељени од радника и пољопривредника, у корист естаблишмента и предузетничке класе. Колапс пољске индустрије био је међу штетним последицама од фундаменталног и трајног значаја. Синдикати су били додатно маргинализовани; Активност солидарности као синдиката, која је у прошлости била приоритет, сада је потиснута. Позитивно је то што је реформа тржишних цена и доходака уравнотежила привреду и ставила инфлацију под контролу, валута се стабилизовала, несташице су елиминисане и отпочеле су значајне стране инвестиције. Решења за шок терапију често су диктирали западни консултанти, од којих је Џефри Сакс био најпознатији, али и највише критикован.   
Упечатљива изборна победа кандидата Солидарности на ограниченим изборима, и накнадно формирање прве некомунистичке владе у региону после деценија, подстакли су многе сличне мирне транзиције из владавине комунистичке партије у Централној и источној Европи у другој половини 1989. године.
У децембру 1989. извршене су измене пољског устава, чиме је званично елиминисан „социјалистички“ поредак: марксистичке референце су уклоњене и име земље је промењено назад у Република Пољска.
Валенса, председник синдиката Солидарност, захтевао је ванредне председничке изборе. Деловао је противно саветима својих традиционалних савезника из Солидарности, интелектуалаца који су сада водили владу. Под притиском сталних радничких немира, Валенса се изјаснио као присталица радничких интереса, наводно угрожених од стране оних које је идентификовао као комунисте (као што је председник Јарузелски), или елитистичких политичких либерала (као што је премијер Мазовјецки). Валенса се представљао као личност добрих конзервативних, хришћанских и националистичких уверења.
Године 1990. Јарузелски је поднео оставку на место председника Пољске, а наследио га је Валенса, који је победио на председничким изборима 1990. године. Инаугурација Леха Валенсе за председника одржана је 22. децембра 1990. године. Оградио се од Војчеха Јарузелског прихватањем предратних председничких обележја од председника у егзилу Ришарда Качоровског, који се повукао. Валенса је победио Мазовјецког и у другом кругу Станислава Тиминског, али је под његовим председниковањем економска политика остала непромењена.
Историјски комунистичка Пољска уједињена радничка партија распала се 1990. године и трансформисала у Социјалдемократију Републике Пољске. Немачко-пољски споразум о граници, потписан у новембру 1990. године, решио је осетљиво за премијера Мазовјецког и његову владу питање признавања западне границе Пољске од стране Немачке, након уједињења земље. Варшавски пакт је формално распуштен 1. јула 1991; Совјетски Савез је престао да постоји у децембру 1991. а последње постсовјетске трупе напустиле су Пољску у септембру 1993. 27. октобра 1991. одржани су први (од 1920-их) потпуно слободни парламентарни избори у Пољској. Тиме је завршена транзиција Пољске са владавине комунистичке партије на либерално-демократски политички систем западног стила.